# Taille de la vigne

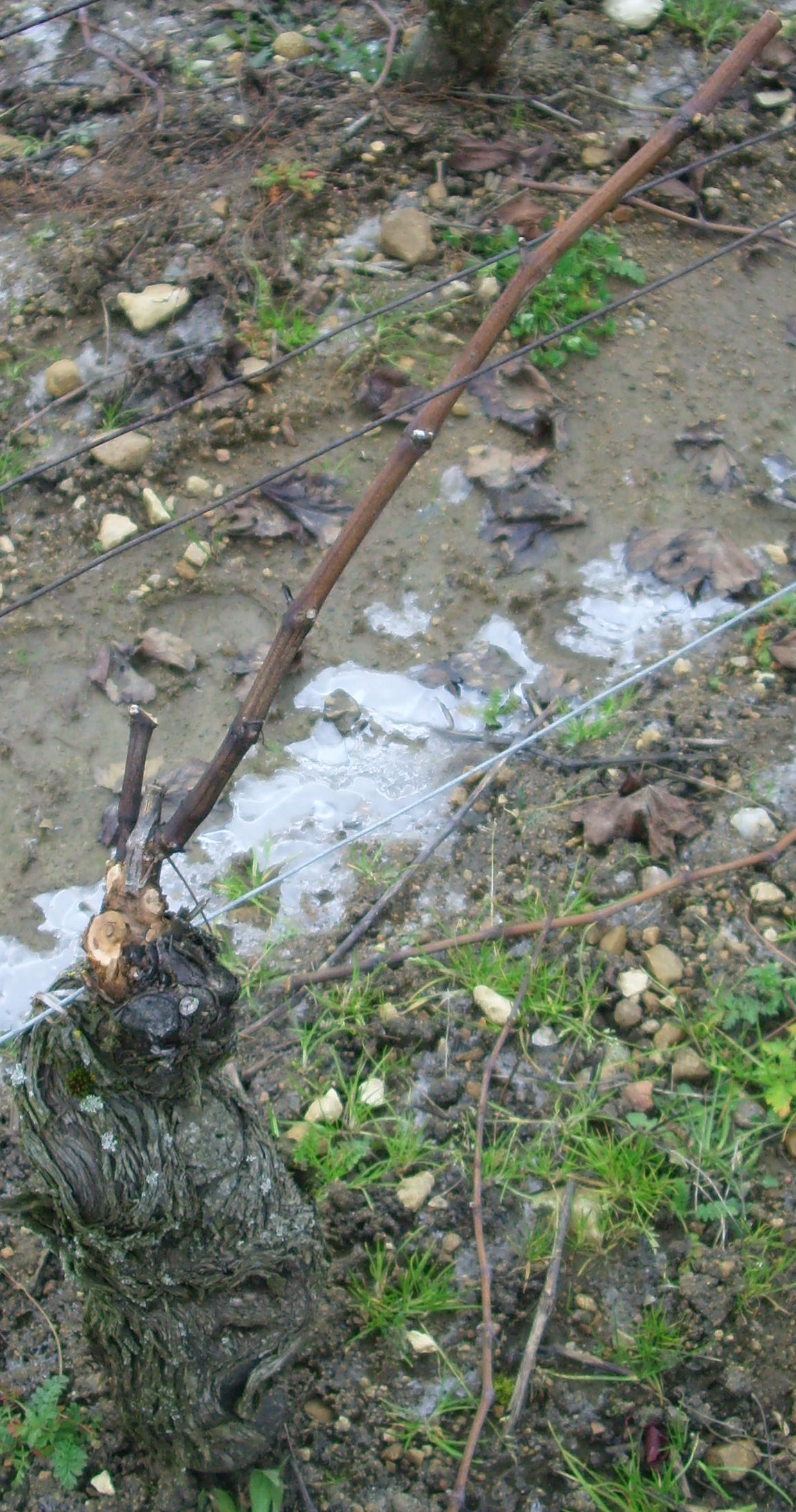
Pied de vigne taillé en Guyot simple

La taille de la vigne est une opération viticole ayant pour but de limiter la croissance démesurée de la vigne pour régulariser la production des raisins en qualité et en quantité. Elle s'effectue généralement pendant le repos végétatif, en hiver, tout en prenant en compte le risque de gelées.

## Historique

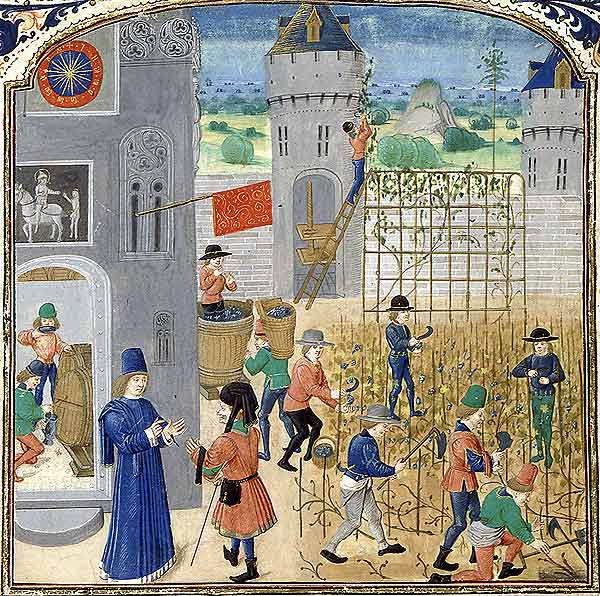
Sur cette page enluminée du livre IV Rustican de Pietro de' Crescenzi (troisième quart du XVe siècle) consacrée à la viticulture et viniculture, plusieurs opérations sont réunies : plantation, façon de la vigne (palissage, taille), vendange, foulage, dégustation du vin.

Au début de la civilisation, les hommes se contentaient de cueillir les raisins sur les vignes puis, après l'observation de dégâts provoqués par des animaux sur les rameaux, on s'aperçut vite que les grappes situées sur les parties restantes étaient plus grosses et plus sucrées.
L'homme, à son tour, essaya de limiter le développement de la vigne, empiriquement, en enlevant chaque hiver et pendant la période de végétation, une partie des sarments. Peu à peu, à force d'observations, il découvrit que les sarments laissés sur les bois productifs de l'année d'avant donnaient des grappes plus grosses portant des raisins également plus gros.
Peu à peu, au cours des générations, on mit au point les différents systèmes de taille qui sont utilisés de nos jours, en gardant les mêmes principes de base.
Jules Guyot, médecin et physicien français du XIXe siècle, connu pour ses études sur le vignoble français, a laissé son nom à un mode de taille, simple à réaliser, permettant de tailler vite et d'obtenir un rendement intéressant.

## Nomenclature
La taille de la vigne donne lieu à l'utilisation de termes spécifiques pour décrire le processus et les parties taillées. Ces termes peuvent varier régionalement :
- Les bourgeons, sont les futurs pousses de la vigne. Synonymes : yeux, nœuds.
- Les rameaux, pousses de la vignes, deviennent ensuite des sarments après une année de croissance. Synonymes : bois, bois de taille, porteurs.
  - Les sarments taillés courts (1 ou 3 bourgeons) sont des coursons. Synonymes : rachets, ou crochets[1],[2].
  - Les sarments taillés longs (plus de 4 bourgeons) sont des baguettes. Synonymes : arçons, archet, long bois, coursonnes, ou astes[3].
- Lorsque les sarments ont plusieurs années, ils deviennent le bois du cep.
- La partie du cep d'où partent les nouveaux sarments est appelée la charpente. Synonymes : structure, bras, cornes, branche, ou tête.
- La partie du cep étant à la base est appelée la souche. Synonymes : vieux bois, cep, côt, tronc, ou pied.
- La partie des sarments taillés au-dessus du dernier bourgeon, et qui se dessèche est appelée chicot.

## Objectifs de la taille

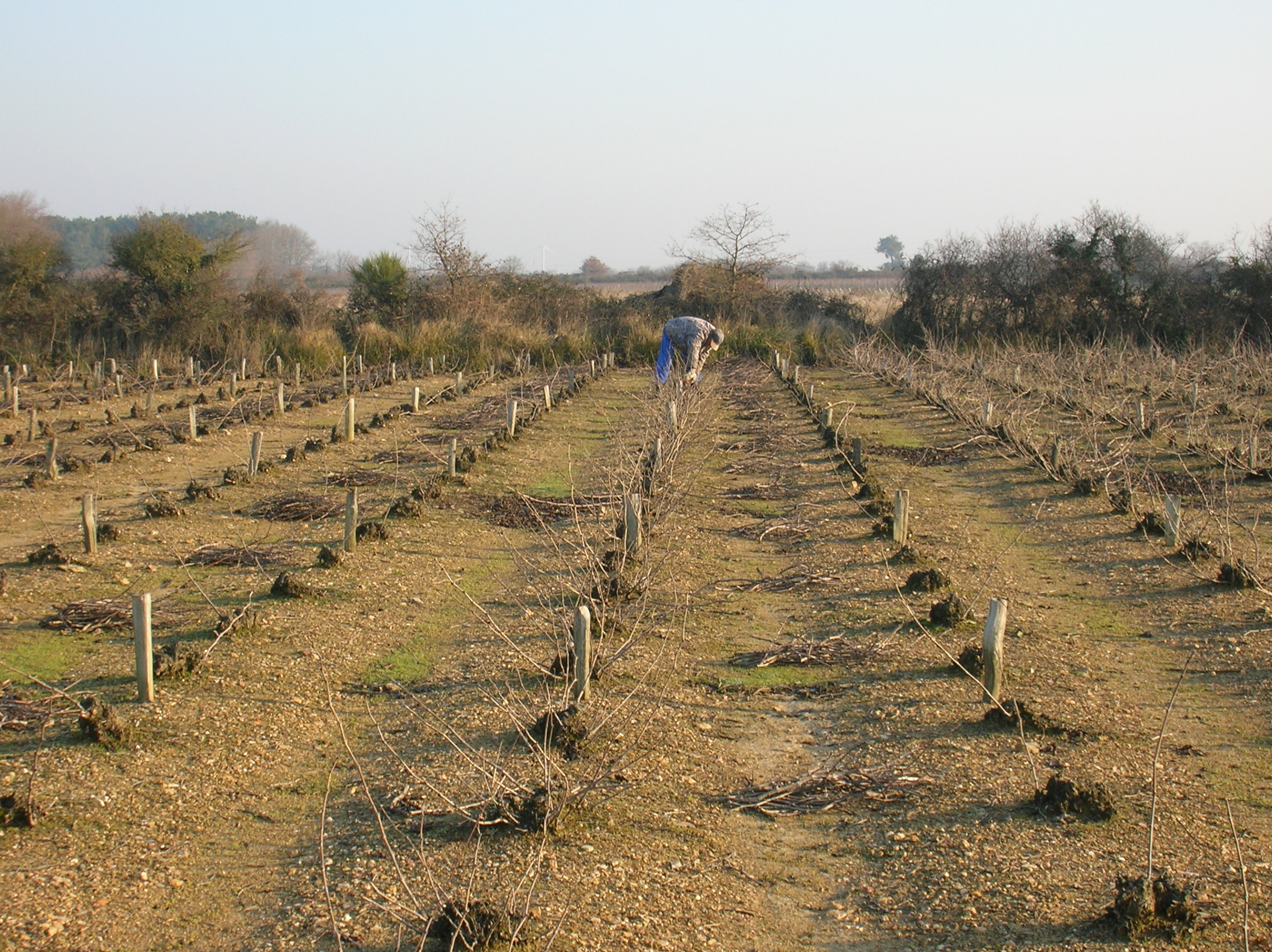
La taille des vignes, en hiver.

La vigne est une liane qui a de très longs rameaux. Au printemps, les bourgeons de l'extrémité débourrent les premiers et ralentissent, voire inhibent, le développement des bourgeons situés plus bas. Cette particularité trouve son fondement dans la nécessité de la vigne sauvage de croître très rapidement, en forêt, pour atteindre l'étage ensoleillé de la canopée.
Dans le cadre de la viticulture, le vigneron recherche la production de raisin, tout en évitant un allongement démesuré de la vigne. La taille sert à régulariser et à prolonger la production de la vigne. Elle permet, aussi, une augmentation de la production, en diminuant sensiblement le nombre des grappes et, par conséquent, à augmenter leur grosseur ; les récoltes seront ainsi plus régulières d'une année sur l'autre. Pour finir, la taille de la vigne est le meilleur moyen de limiter l'extension des bois, afin de permettre les travaux de culture et la mécanisation avec le palissage sur fils ou sur échalas. Pour résumer, la taille sert à déterminer aussi bien le volume que la qualité de la future récolte.
La taille est indispensable pour assurer la survie des variétés de vigne utilisées. La vigne est une plante très vigoureuse qui a tendance à se développer énormément.
Laissée sans taille une année, elle s'agrandirait 10 à 20 fois trop.
La seconde année, elle ne pourrait assumer une charpente aussi importante et s'étiolerait, les raisins seraient petits et sans intérêt. Les variétés cultivées étant très sensibles aux maladies (oïdium, mildiou, etc.), la vigne affaiblie serait gravement attaquée.

La troisième année, les raisins avariés seraient immangeables et la vigne malade deviendrait irrécupérable.

## Mode opératoire
La taille comprend quatre étapes : la "détaille" ou "déracage" (coupe du sarment de l'année précédente), la pré-taille (coupe de tous les coursons et gourmands en ne laissant qu'une baguette par tête pour un choix judicieux), la taille (on ne conserve que la branche la plus vigoureuse) et, enfin, le pliage sur le fil. Ces étapes peuvent être faites par une ou plusieurs personnes, en plusieurs fois, ou par la même personne, à la suite.

### Choix des sarments
On choisit des sarments en bon état, bien aoûtés, pas blessés, suffisamment gros avec un empattement solide.

### Coupe
L'impact de la coupe sur la survie du cep est encore mal compris,.
Des premières études ont estimé qu'une coupe bien perpendiculaire au sarment ne laisse qu'une surface minimale de dessèchement et évite le plus possible l'entrée de maladies dans le bois (esca par exemple). La coupe en biais n'ayant pas de raison d'être, elle augmente la surface des plaies de taille.
Dans certains cas cependant, principalement les régions froides telles que la Champagne, une taille en biseau en sens opposé au dernier bourgeon permet d'éviter que les pleurs de la vigne ne tombent sur le bourgeon et l’humidifient. En cas de gelée printanière, cela favoriserait le gel du bourgeon et la perte de celui-ci. L'humidité peut aussi favoriser le développement de maladies.

#### Cône de dessèchement
L'idée selon laquelle le cône de cicatrisation a une profondeur égale au diamètre de la baguette est globalement fausse.
Elle peut, suivant les cas, être plus ou moins importante. Les cônes de dessiccation peuvent être dépendants du cépage, de la météo, mais surtout de la zone de coupe. Leur taille affecte les flux de sève et met en péril la survie du cep.
Une étude sur le terrain montre que sur trois modalité (taille rase, taille laissant un chicot jusqu'au-dessous du nœud, taille laissant un chicot plus loin que le nœud), la première forme des cônes de dessèchement importants, la deuxième et la troisième forment des cônes de dessèchement plus petits, mais seule la dernière n'entrave pas les flux de sève grâce à la présence du diaphragme (tissu sclérifié situé dans la zone de chaque nœud et qui a pour rôle physiologique de participer à la régulation du transit des flux de sève).
De cela, découle la nécessité de ne pas tailler les sarments trop près des bourgeons ou du tronc, pour ne pas entraver la circulation de la sève.

### Charge
La charge est le nombre de bourgeons visibles laissés sur les bois de taille sur une souche. Ce nombre peut être exprimé par hectare (exemple : environ 80 000 bourgeons/ha pour la taille Guyot en Bourgogne). Cette charge est une moyenne pour l'ensemble des pieds de vignes d'une parcelle.
Il est important d'adapter la charge à la vigueur de chaque cep et de chaque cépage ; cette vigueur se voit par rapport à plusieurs éléments comme le nombre et la grosseur de sarments, la longueur et la régularité des mérithales, l'état d'aoûtement des bois, la présence d'entrecoeurs plus ou moins nombreux et pour finir la présence de gourmands sur le vieux bois.
Si la charge est trop forte avec trop de bourgeons, le nombre de futures grappes sera trop important (proportion feuillage/raisins mal équilibré) et la maturité retardée ou non atteinte avec perte de qualité et une augmentation des risques de maladies.
Si la charge est trop faible, c'est-à-dire pas assez de bourgeons, elle entraînera une végétation abondante et une récolte de qualité mais peu abondante.

## Systèmes de taille
Il existe plusieurs systèmes de taille, répartis en deux catégories principales. Ainsi, la taille peut être dite courte, ou longue, selon qu'elle laisse peu ou beaucoup de futurs bourgeons sur chaque sarment taillé. Il existe également des méthodes mixtes. Le choix du système de taille se fait selon de nombreux facteurs : le type de cépage, leur fertilité, le rendement souhaité, la structure de croissance des rameaux, le type de palissage et de mécanisation, le climat, etc.

### Taille courte

#### Taille courte sur charpente courte
La taille courte consiste à ne laisser qu'un à trois yeux francs sur chaque courson, de chaque bras. Chacun donnera un rameau porteur de grappe. C'est le principe de la taille en gobelet.
Certains cépages ont des yeux fertiles dès la base des sarments (carignan N, grenache, gamay, syrah, etc.). Une taille courte donne une bonne récolte.
Systèmes de tailles associés : 
- Gobelet : avec quatre à cinq coursons à deux yeux, sur 3 à 5 bras[10];
- Taille Lépine : double guyot court (2 fois 4 bourgeons)[11].

##### Formation
Ce mode de taille commence à ras du sol. Tous les ans, le viticulteur taille la vigne avec plusieurs branches à deux bourgeons. Avec l'âge, la taille des bras s'allonge. Le viticulteur peut aussi garder un rameau un peu plus long et ébourgeonner les yeux de la base, pour créer rapidement un bras plus long. Le pied de vigne, ainsi formé, est plus haut. Il permet d'éloigner les grappes du sol, en cas d'humidité favorisant les maladies. Un mode de conduite plus haut permet aussi de mécaniser le travail de la vigne : passage d'outils aratoires, de tondeuse et vendange mécanique.

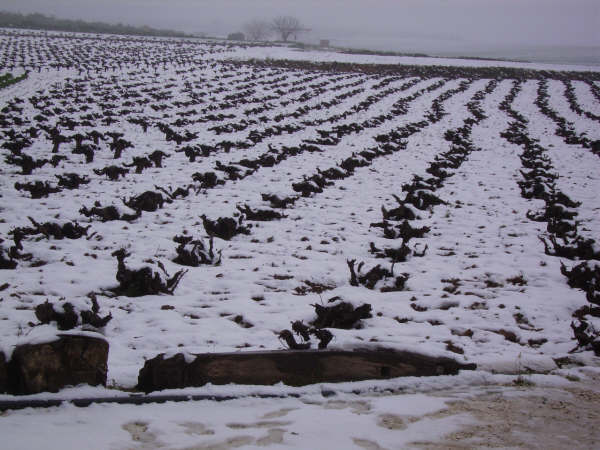
Gobelets dans la neige
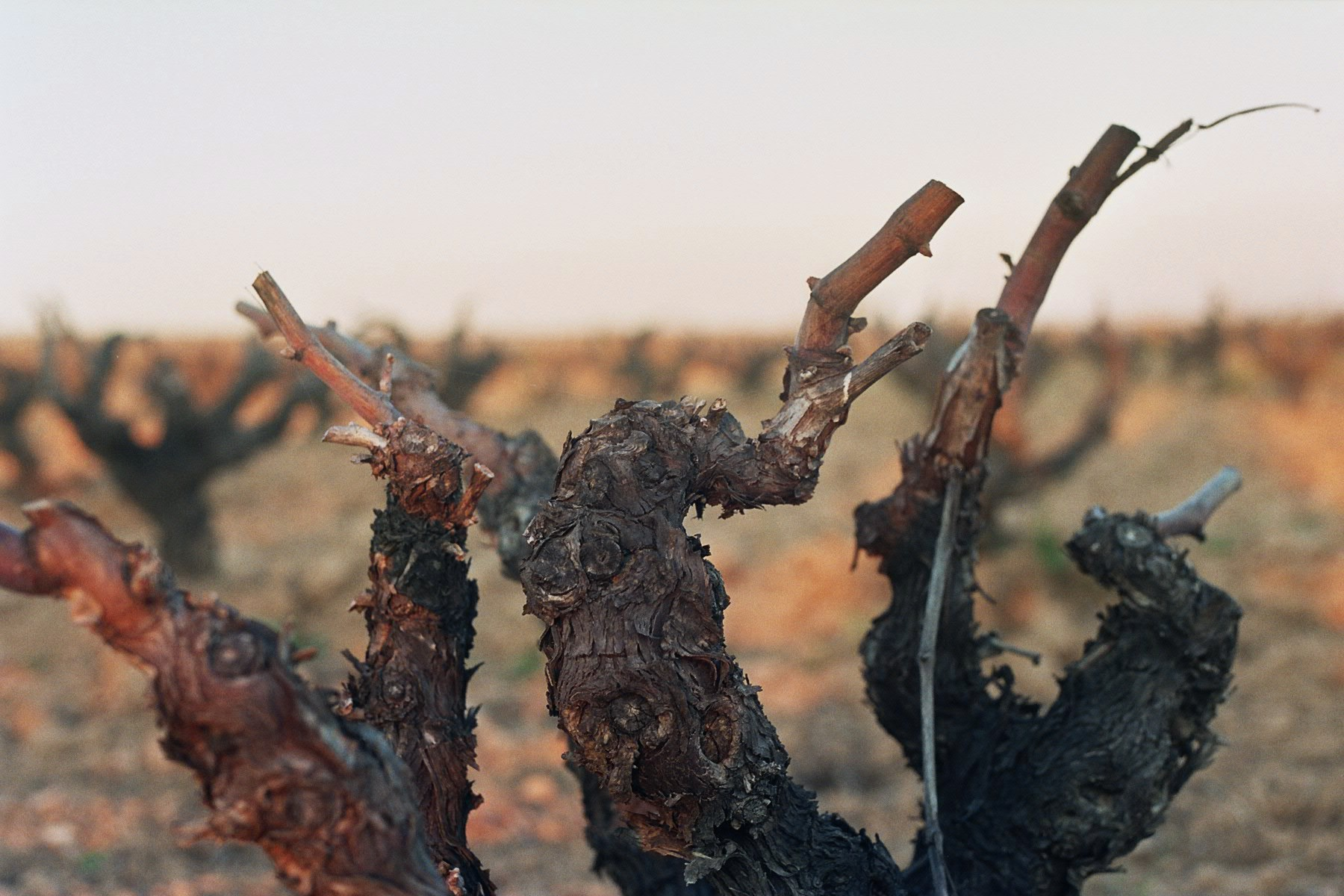
Coursons de la taille en gobelet
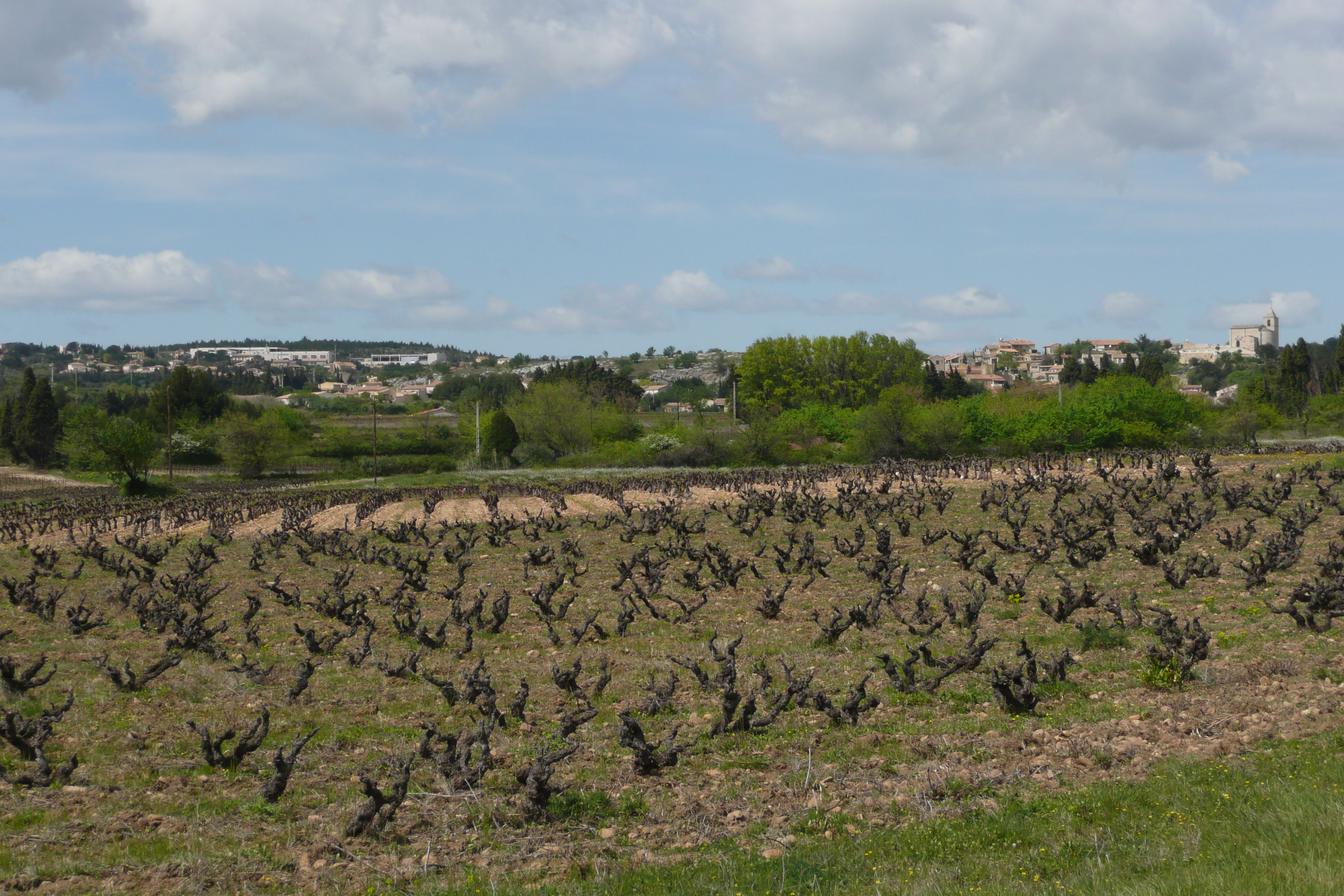
Vieille vigne en gobelet

#### Taille courte sur charpente longue
Lors de la taille de formation, le vigneron conserve un sarment long, afin de former un pied et une branche horizontale. La taille annuelle consiste ensuite à rabattre chaque courson à deux yeux.
Dans ce cas, l'éloignement du sol peut être souhaité : il permet de faciliter le passage des outils d'entretien, d'éloigner les grappes du sol ; donc d'une humidité néfaste à l'état sanitaire du raisin.
Plusieurs modes de taille correspondent à cette configuration : le gobelet long, l'éventail (gobelet long sur lequel les bras sont alignés dans le sens du rang pour répondre à la mécanisation du travail) ou encore le cordon de Royat. Dans ce dernier cas la charpente horizontale est portée par un fil de fer.
Systèmes de tailles associés : 
- Cordon de Royat : 1 bras horizontal, avec 4 à 6 coursons à 2 yeux. Il existe la taille en Royat double, aussi appelée cordon bilatéral avec 2 bras horizontaux
- Gobelet long
- Gobelet en éventail

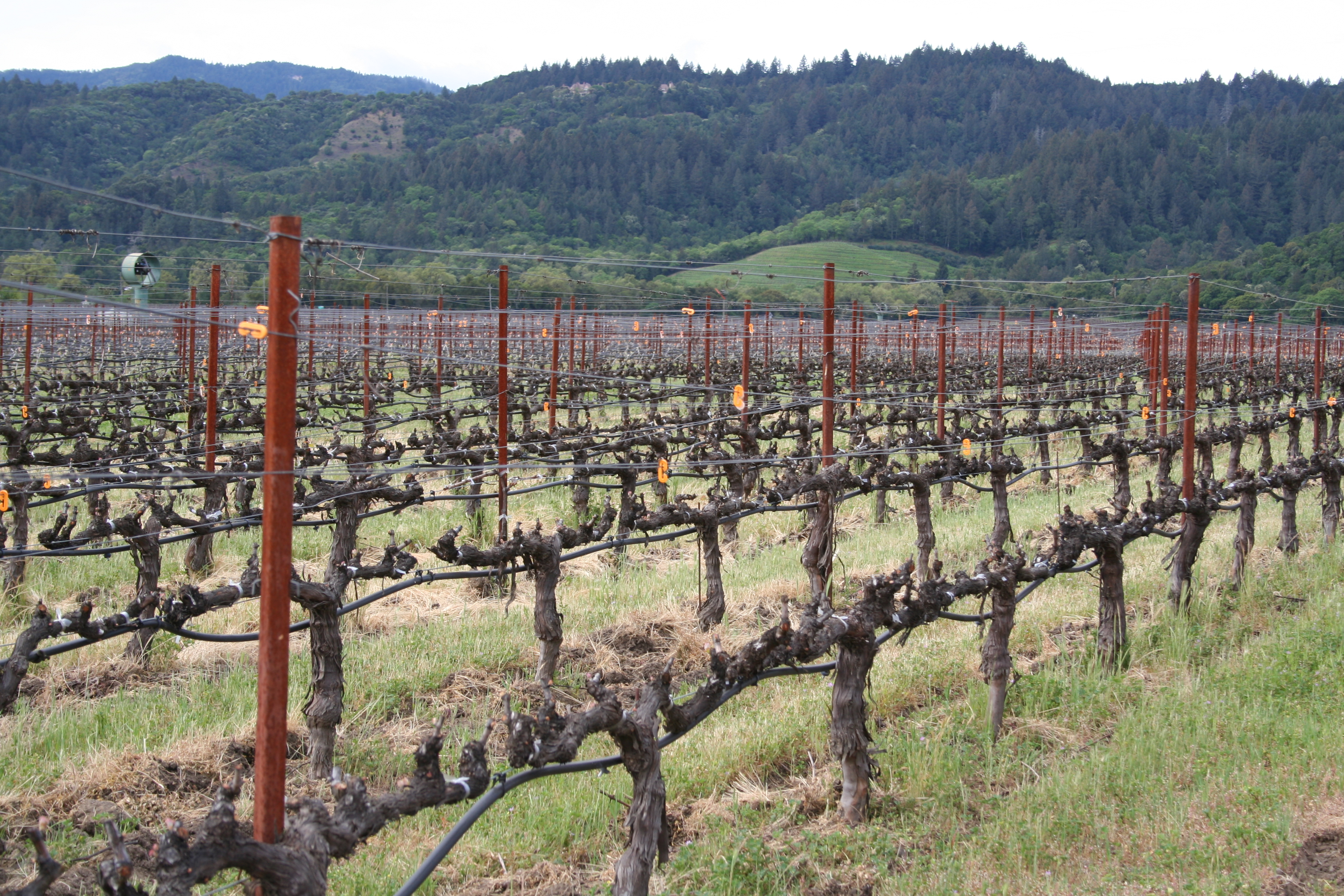
Vigne californienne taillée en cordon
Principe de la taille en cordon
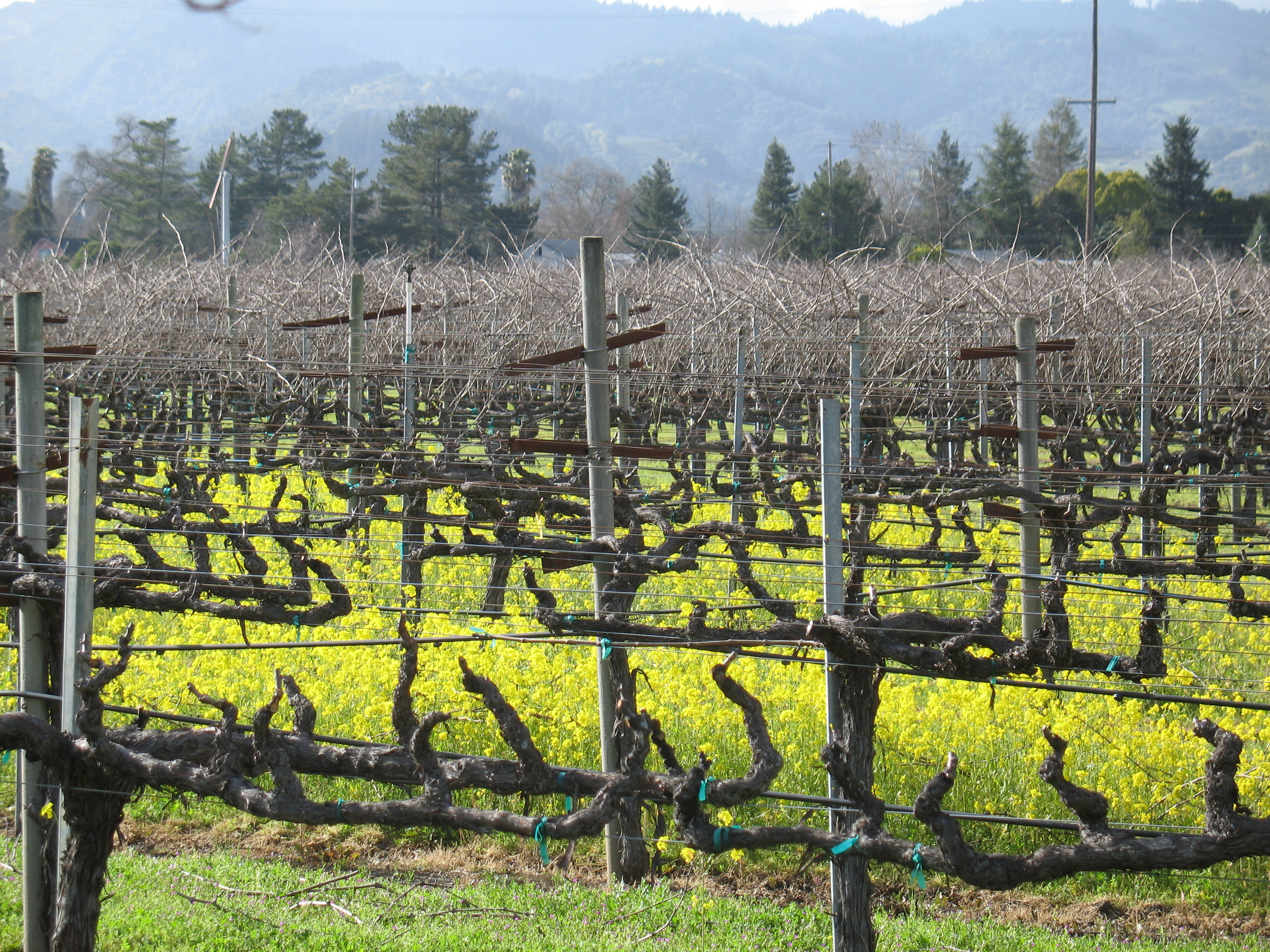
Vieille vigne taillée en cordon
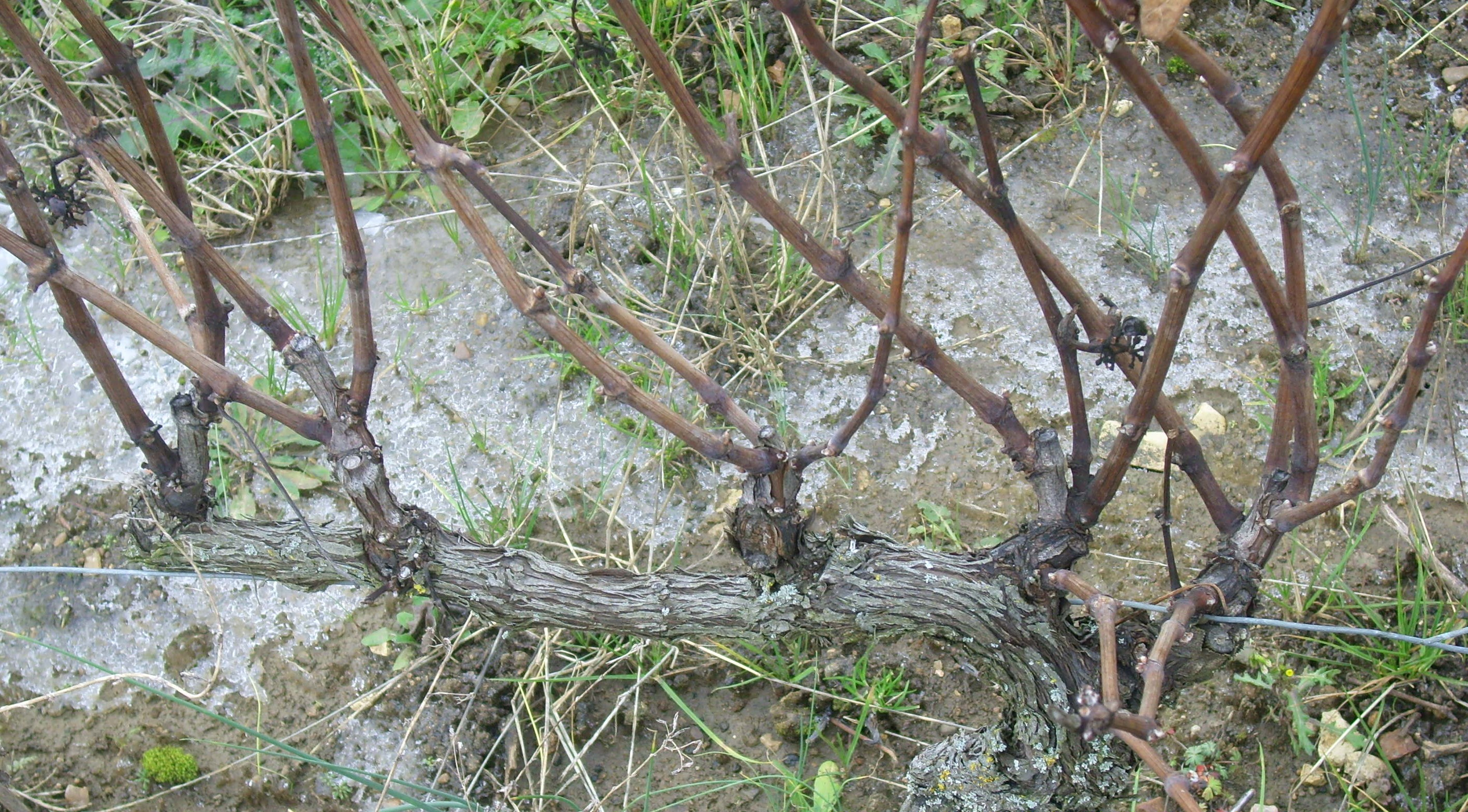
Jeune vigne en cordon non taillée
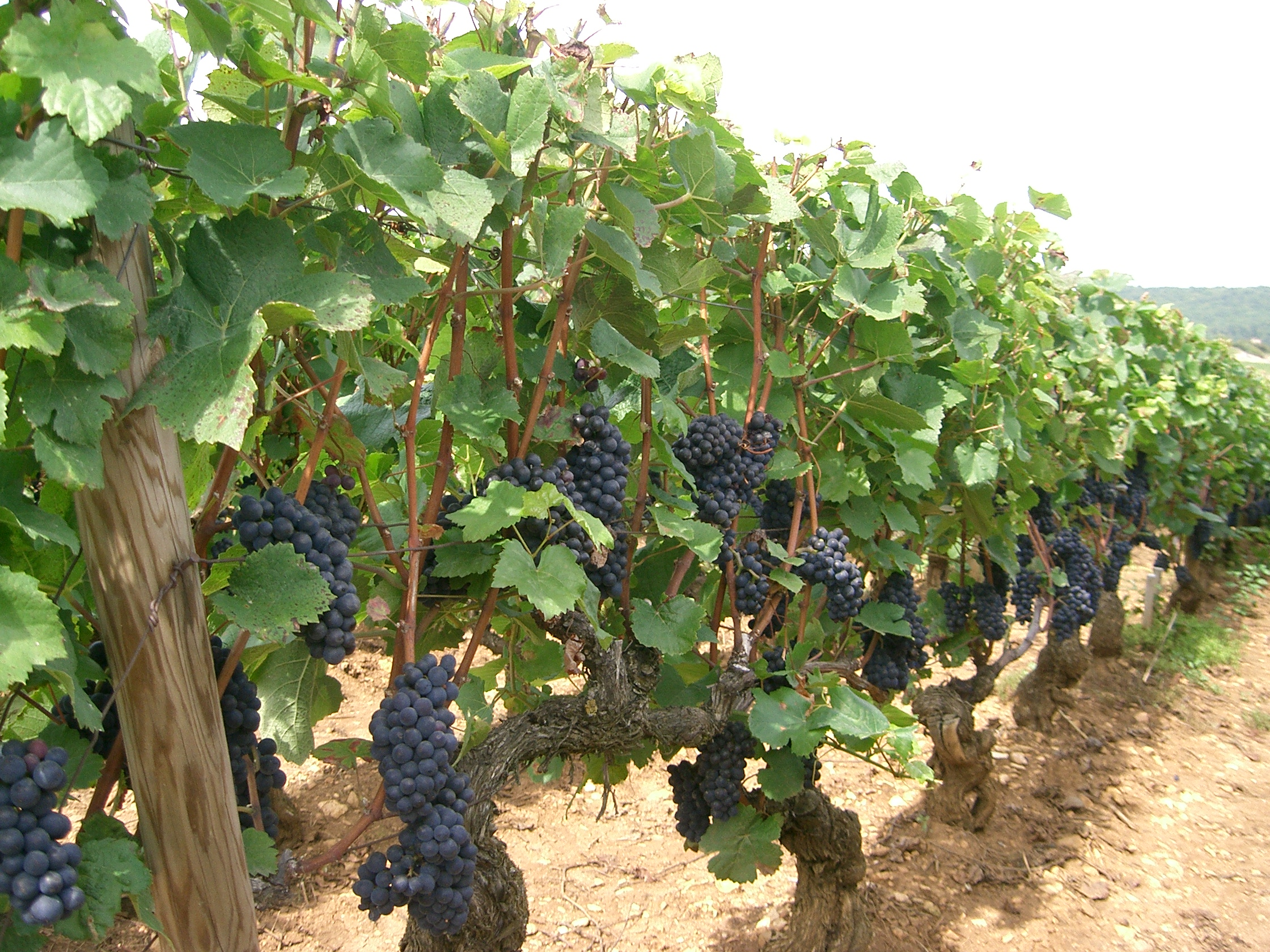
Vigne en cordon à maturité

### Taille longue

#### Taille longue sur charpente courte
Il existe des cépages pour lesquels la fertilité maximale est atteinte sur les yeux de rang médian (merlot, syrah, pinot noir, cabernet sauvignon, etc.) Le viticulteur qui recherche une récolte satisfaisante en quantité cherche donc à allonger le sarment conservé lors de la taille. Ce rameau porte le nom de baguette. Après formation du pied, le vigneron conserve une ou plusieurs baguettes. Ces sarments comprennent généralement de six à douze, voire quinze bourgeons.
Systèmes de tailles associés : 
- Guyot simple : Le mode de taille longue le plus connu est la taille guyot, du nom du docteur Guyot, son inventeur. Un à deux coursons de rappel sont laissés en dessous de la baguette afin de produire du bois de taille pour l'année suivante. Ce mode de taille peut être porté par une charpente courte, mais le plus souvent, il s'agit d'une charpente longue dont la baguette est attachée au fil de fer du palissage.
  - Guyot double (utilisée pour les vignes hautes) : avec deux coursons et deux baguettes arquées, avec dix à douze yeux ;
  - Guyot mixte nantais : 1 baguette et 2 coursons répartis sur 2 ou 3 tête.
  - Guyot Poussard : Taille guyot simple à 2 bras, dont l'un porte un courson et le deuxième une baguette et un courson de rappel en alternant chaque année.

Principe de la taille guyot
Guyot après taille
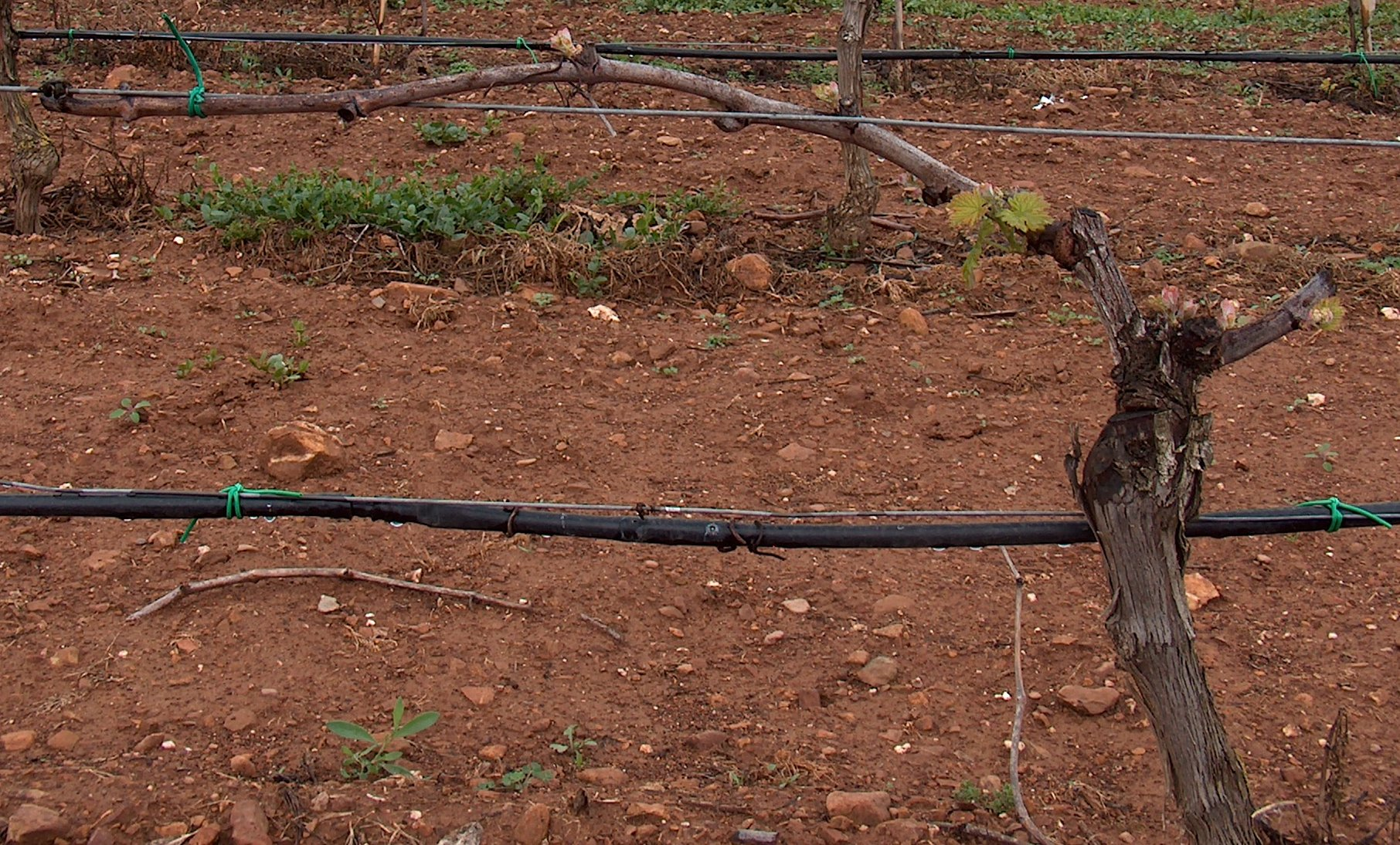
Guyot attaché sur fil de fer
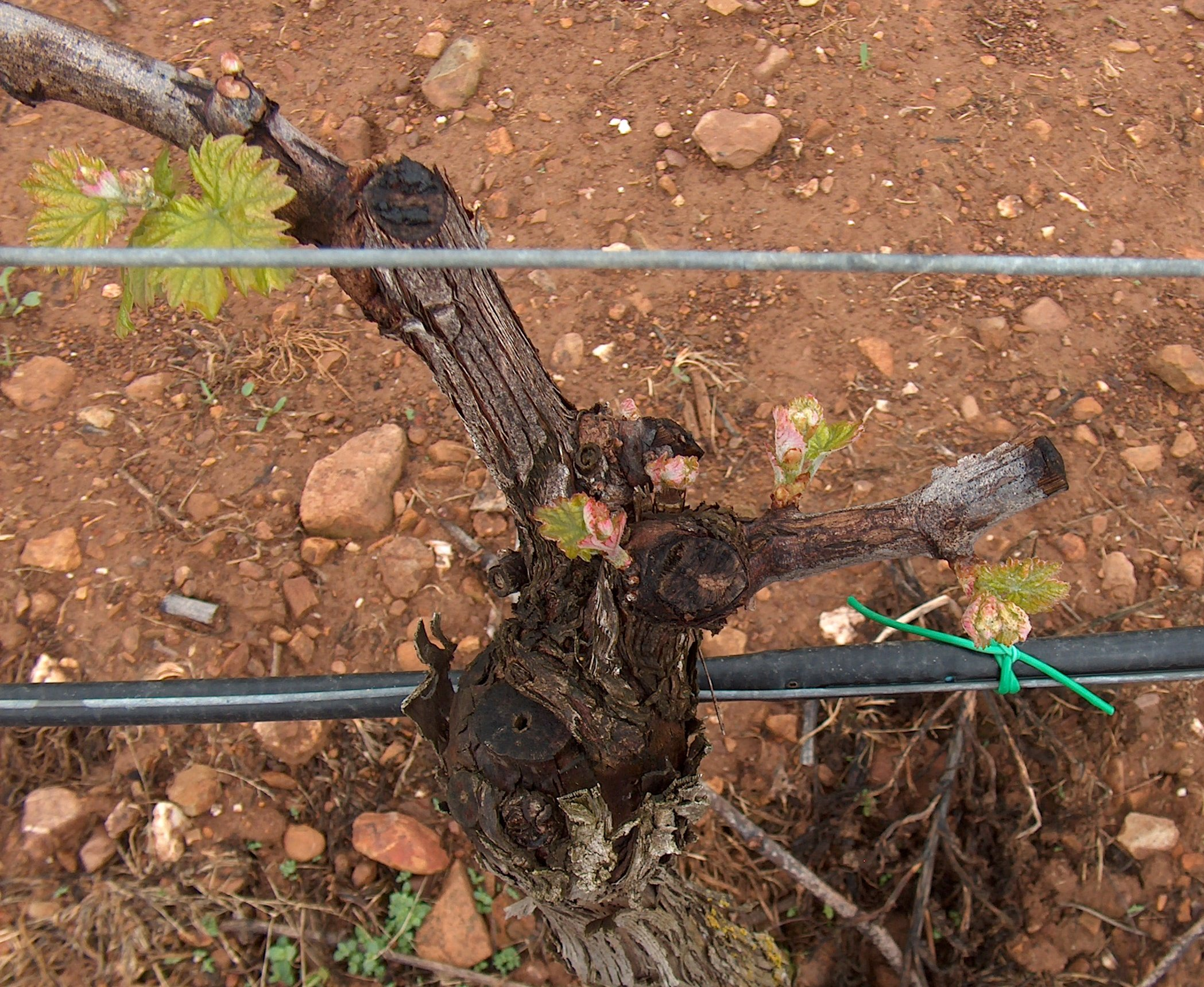
Gros plant sur la charpente courte du guyot
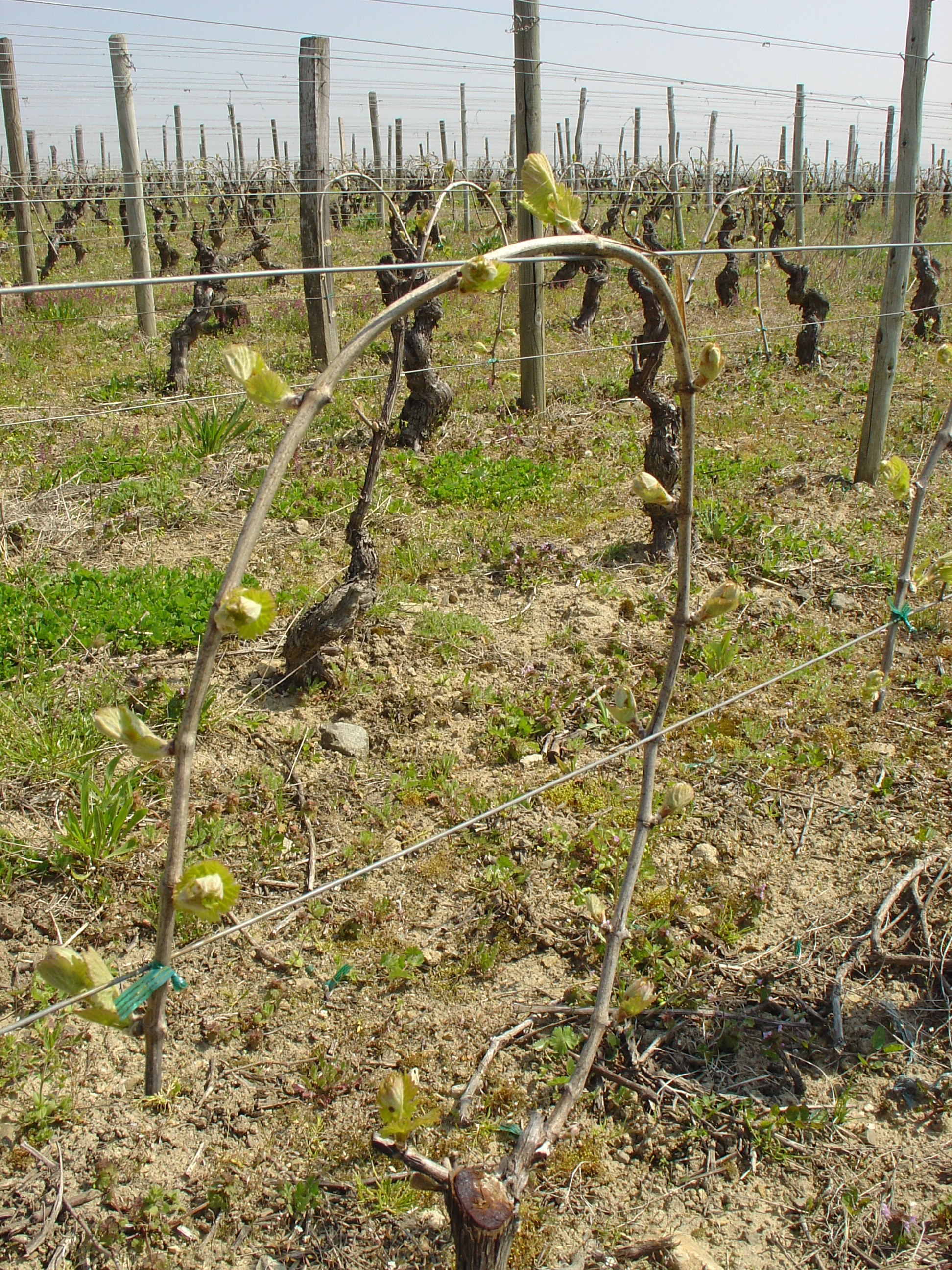
Taille à queue du maconnais, variante du guyot
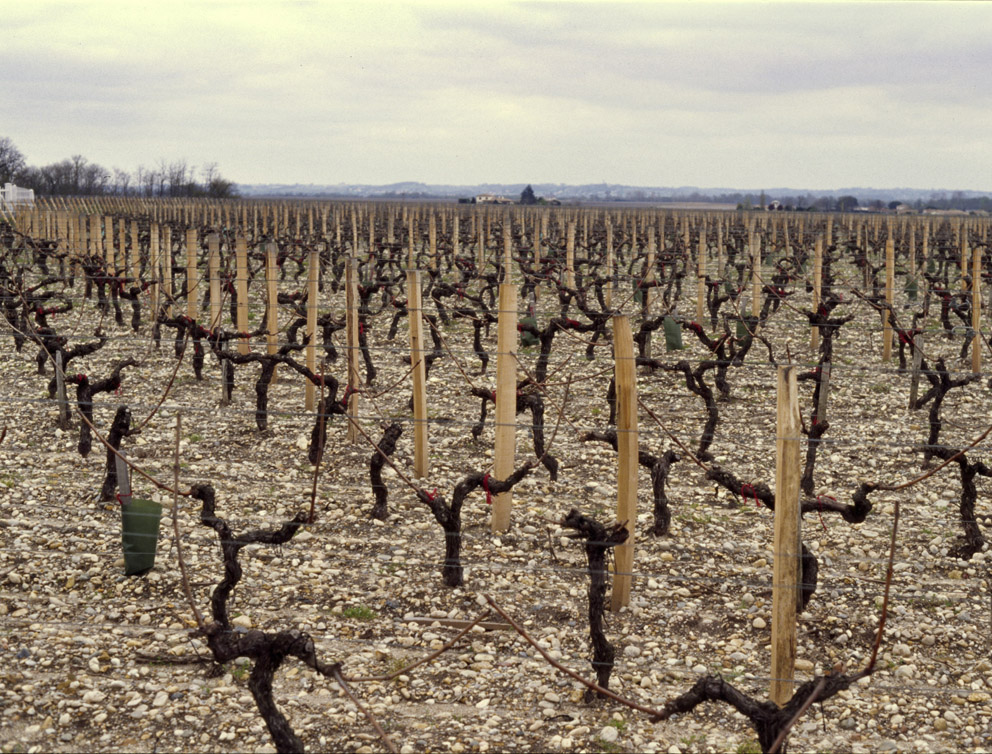
Guyot double
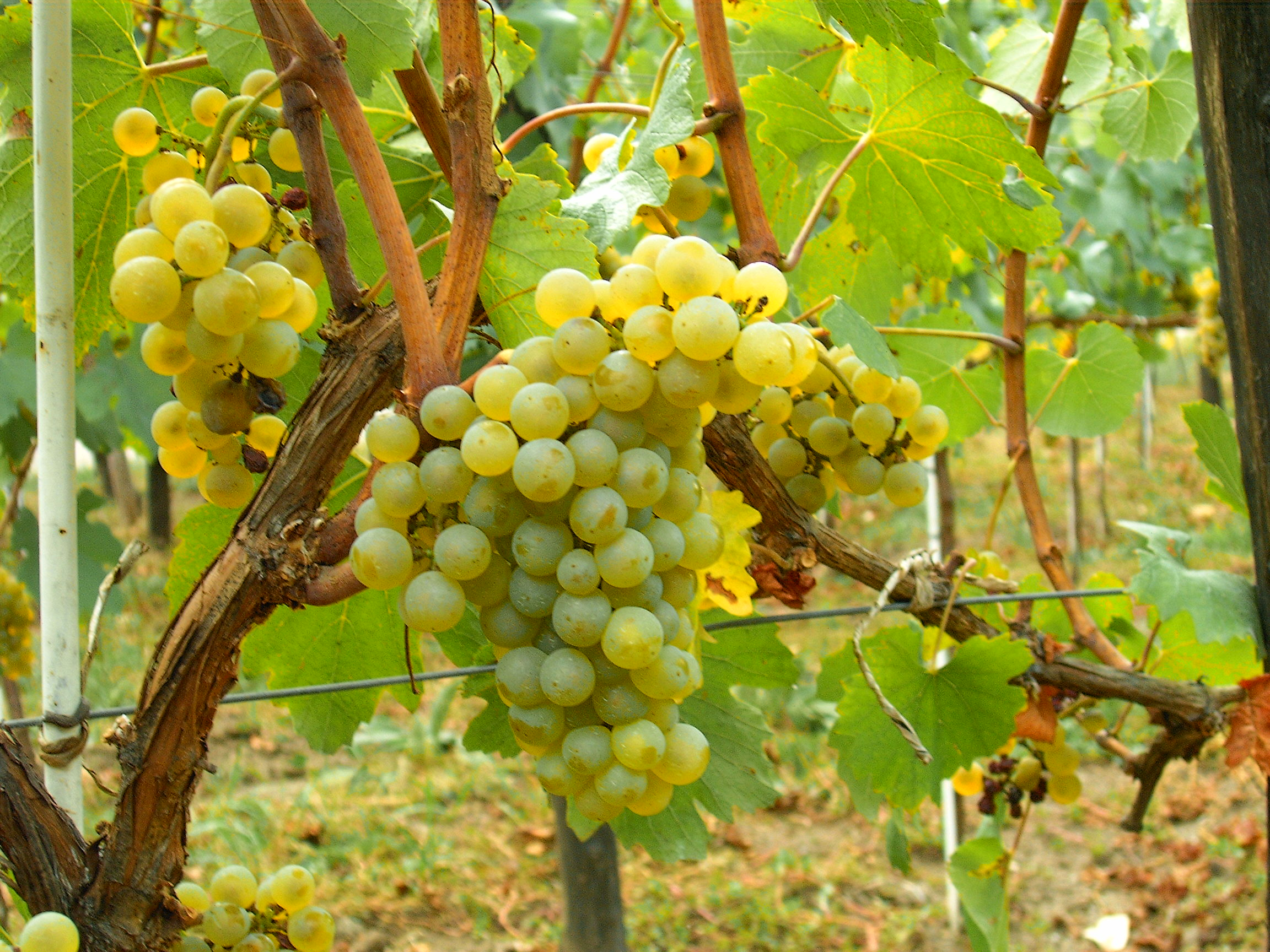
Chardonnay moldave en guyot

#### Taille longue sur charpente longue
- Taille Sylvoz (Italie septentrionale)[12],[13],[14]
- Taille Chablis (Champagne)[3]
- Taille Vallée de la Marne (Champagne)[3]
- Taille en courgées, avec des baguettes arquées (Jura)
- Cazenave-ferret : taille mixte sur cordon

### Treille
Un cep de vigne peut aussi être conduit en treille ou en hautain, afin de former une tonnelle ou pergola.
Pour obtenir de l'ombre sur une grande surface, le principe de taille est sensiblement modifié pour laisser des sarments nombreux et longs dont les coursonnes. Les feuilles des coursonnes vont couvrir toute la surface, formant une végétation horizontale, et ceci au détriment de la production de raisin qui devient alors secondaire.
Chaque cep est ainsi capable de couvrir de 3 à 10 mètres carrés sans pratiquement laisser passer le soleil au travers. La surface couverte peut être limitée par l'affaiblissement de la vigueur du plant et la sensibilité aux maladies qui en découle.
D'un point de vue pratique pour les habitations, cela permet de réaliser des espaces à vivre ombragés en été, tout en étant ensoleillés en hiver après la chute des feuilles.

### Taille de formation de base pour le cep
- Taille pied monté

Taille Pied monté
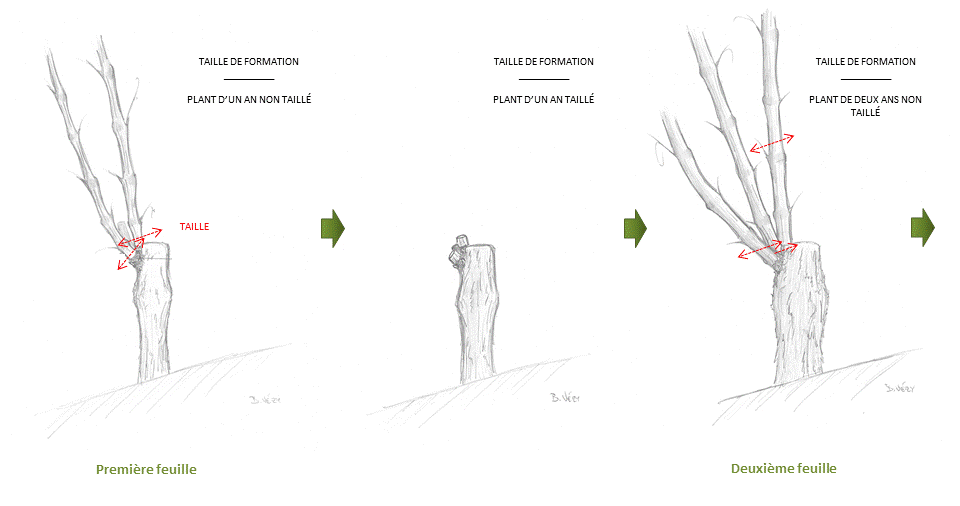
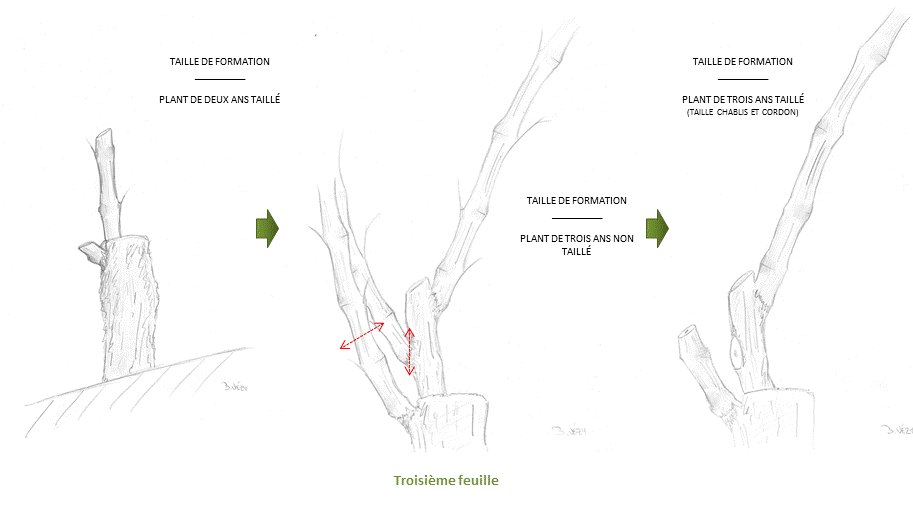
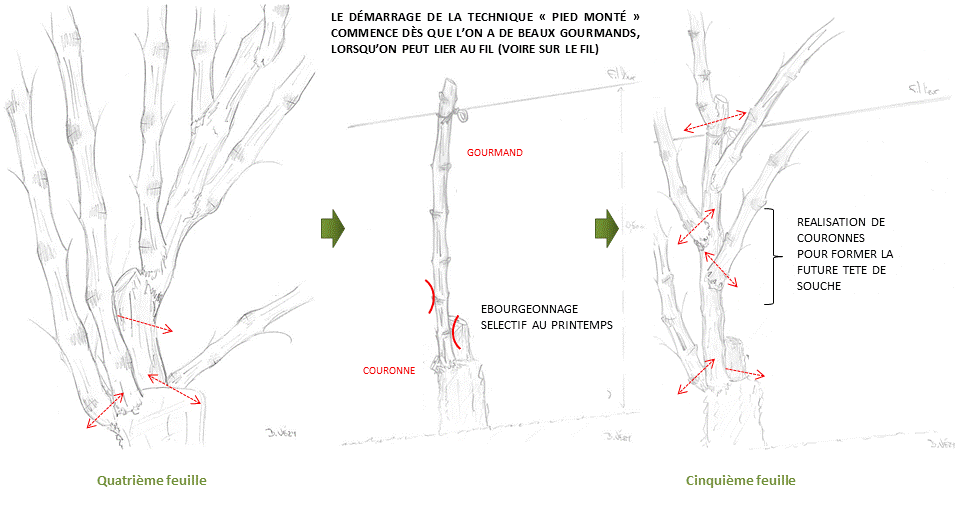
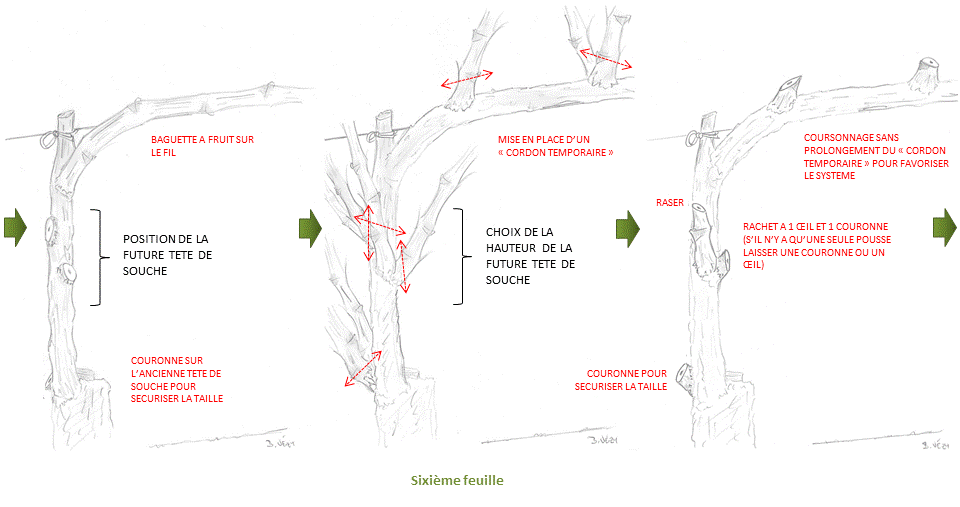
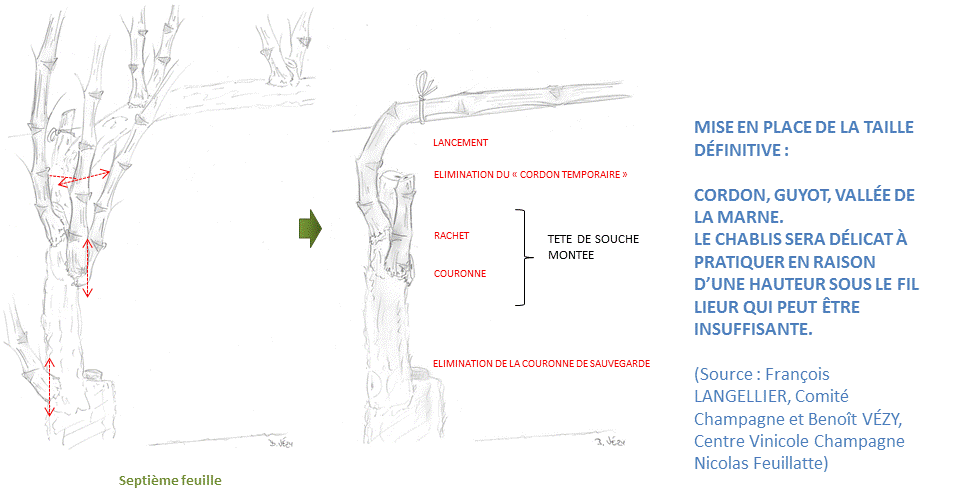

## Époque de la taille

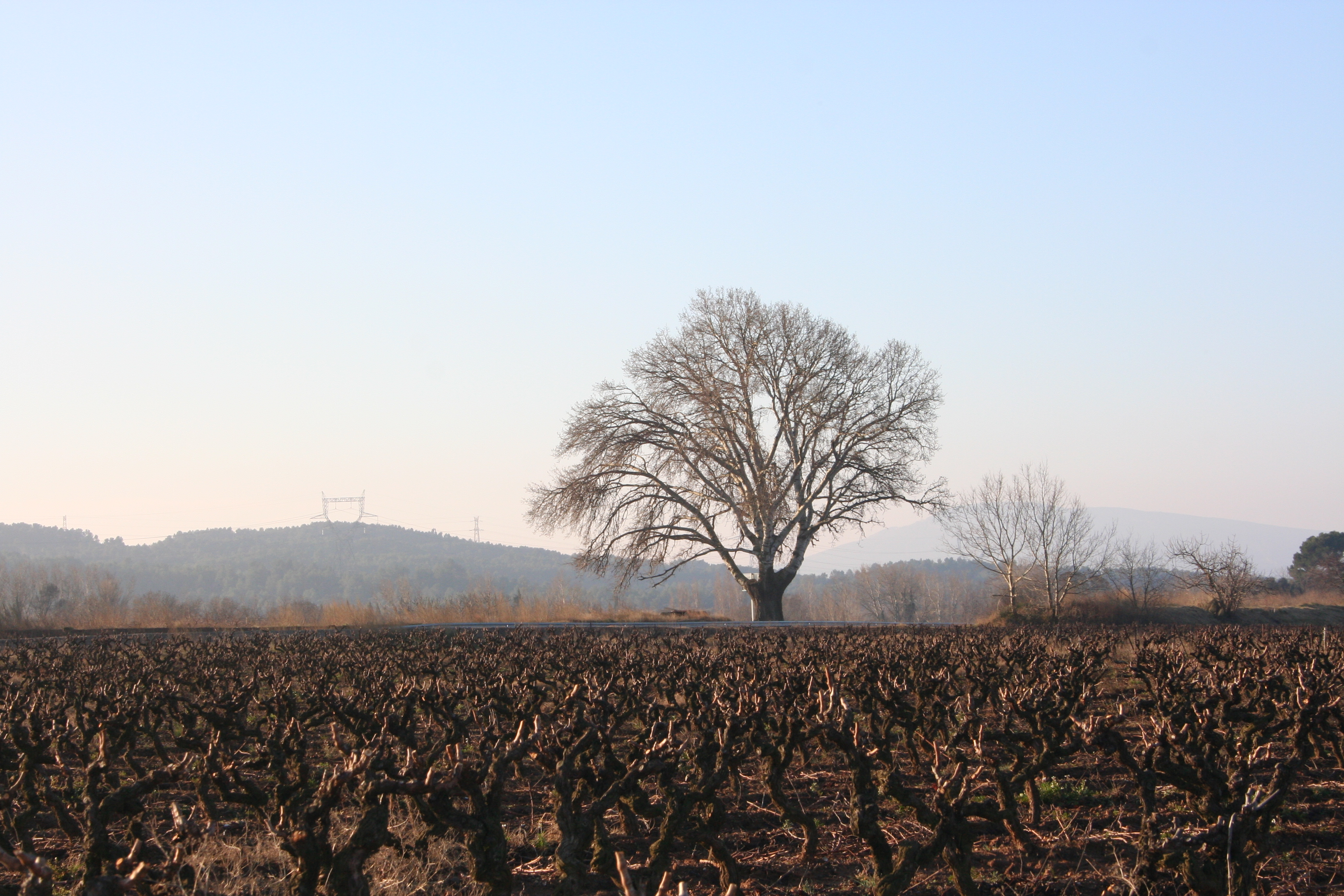
Taille en gobelet dans le Minervois faite en janvier.

La date de la taille influe sur la date de débourrement. On peut effectuer la taille pendant tout le repos végétatif de la vigne, dès que les feuilles sont tombées et que la sève est redescendue, jusqu'au moment du débourrement, soit une durée d'environ cinq mois. Le mieux pour la plante est de tailler le plus tard possible, près du débourrement, afin d'éviter les problèmes de dessèchement et de fortes gelées d'hiver (les zones gélives sont taillées en dernier). De plus, la plante est beaucoup moins sensible aux maladies du bois comme l'esca, et l'eutypiose quand on taille tardivement ; en effet, les plaies de taille cicatrisent beaucoup plus vite au printemps.
Mais pour des problèmes de main-d'œuvre et d'organisation du travail, beaucoup de vignerons commencent à tailler dès le mois de novembre. La prétaille est aussi pratiquée dans un but de mécanisation et de gain de temps sur la taille en elle-même (20 à 30 % de temps sur la taille).

### Facteurs limitants
Le froid à partir de −5 °C à −6 °C, les coups de sécateurs provoquent un écrasement et un éclatement profond des bois, les sarments étant devenus cassants.
D'autre part, par très grands froids (aux environs de −20 °C), on a constaté que les pieds de vignes déjà taillés subissaient parfois un gel profond du bois et ne redémarraient pas ou mal le printemps suivant.

## Pleurs de vigne
Les pleurs de la vigne sont un écoulement de sève, visibles après l'hiver, sur les plaies causées par la taille de la vigne. Lorsque l'on taille tardivement, la sève (semblable à de l'eau) s'écoule de chaque coupe tant que la cicatrisation ne s'est pas faite. Ces écoulements sont normaux et n'ont aucune incidence sur la vie de la vigne.

## Outils
La taille de la vigne se fait à l'aide d'un outil tranchant, dont la qualité de l'affûtage améliorera la qualité de la taille.
Autrefois, il s'agissait d'une sorte de serpette. Avec l'arrivée des sécateurs, la propreté des plaies de taille a progressé. Dans le Languedoc, le sécateur à longs manches est utilisé à cause des gros bois durs de certains cépages, comme le carignan ou grenache. On le retrouve maintenant répandu pour la taille des vieux bois, sous le nom de sécateur à démonter, de force, ou plus couramment appelé coupe souches. Le sécateur à main permet d'aller plus vite, en n'occupant qu'une seule main ; l'autre est disponible pour tirer les bois afin de faciliter la taille.
Le sécateur électrique a été inventé en 1984. Il utilise l'énergie de batteries, portées à la ceinture. Il permet une puissance de coupe importante et une régularité de taille, la fatigue ne venant pas modifier le geste. Le sécateur pneumatique possède un vérin actionné par une cuve d'air comprimée portée par le tracteur. Cependant, il s'agit d'un système lourd : nécessité du tracteur et d'un long tube gênant qui véhicule l'air comprimé.
Le sécateur est destiné à couper les sarments verts de l'année, ou ceux de l'année précédente. Pour le bois mort très dur ou les branches anciennes de trop fort diamètre, une scie pliable est utilisée. Elle permet de ne pas laisser de bois mort dans la vigne, qui seraient des réservoirs de spores pour les maladies cryptogamiques.

La taille est un travail coûteux en temps et en argent. Depuis de nombreuses années, des recherches sont menées pour tenter de trouver un mode de mécanisation. Les prétailleuses sectionnent le haut des sarments en petits morceaux qui tombent au sol. Elles raccourcissent le temps de taille en supprimant le geste de tirage des bois de taille pour les enlever des fils de palissage. Des essais de taille en cordon buissonnant ont été pratiqués. Il s'agit de tailler la vigne avec des lames à moins de 5 cm du cordon.

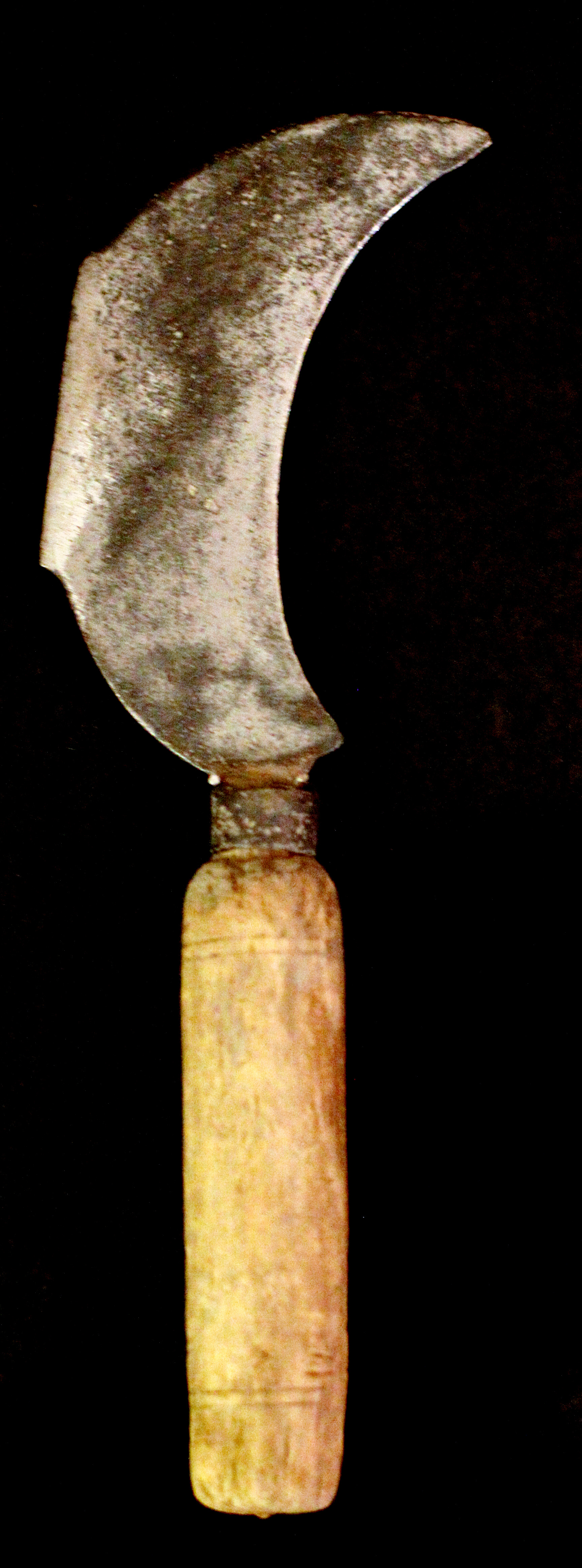
Serpe à tailler, Bissey-sous-Cruchaud, forgé en 1860
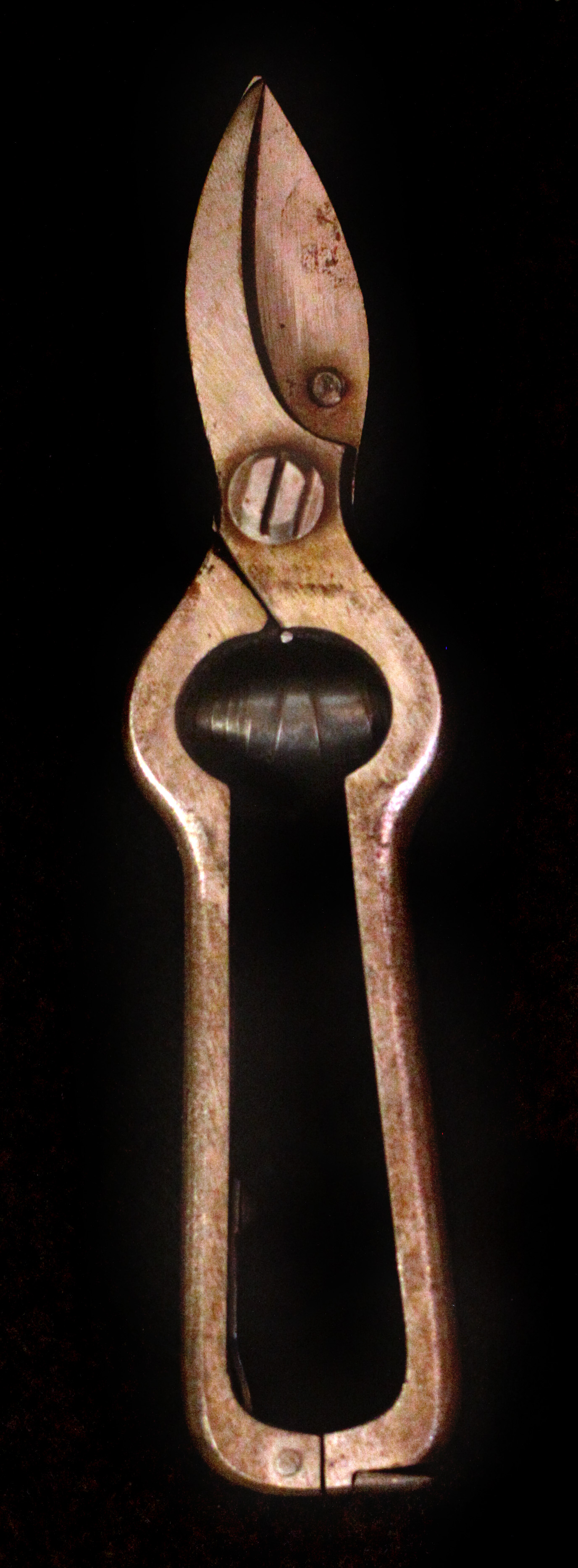
Sécateur viticole, Beaune, 1948
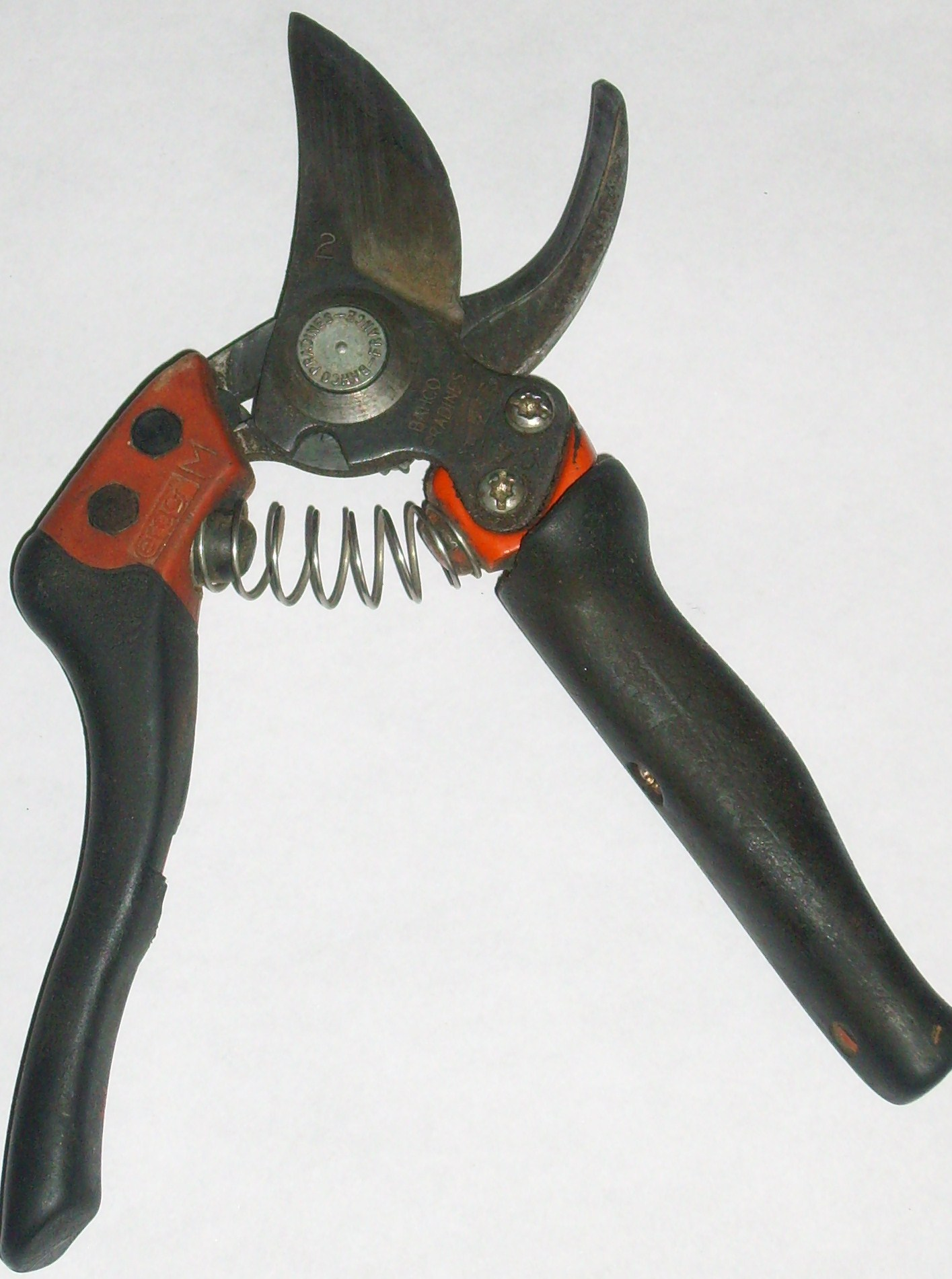
Sécateur à poignée tournante.
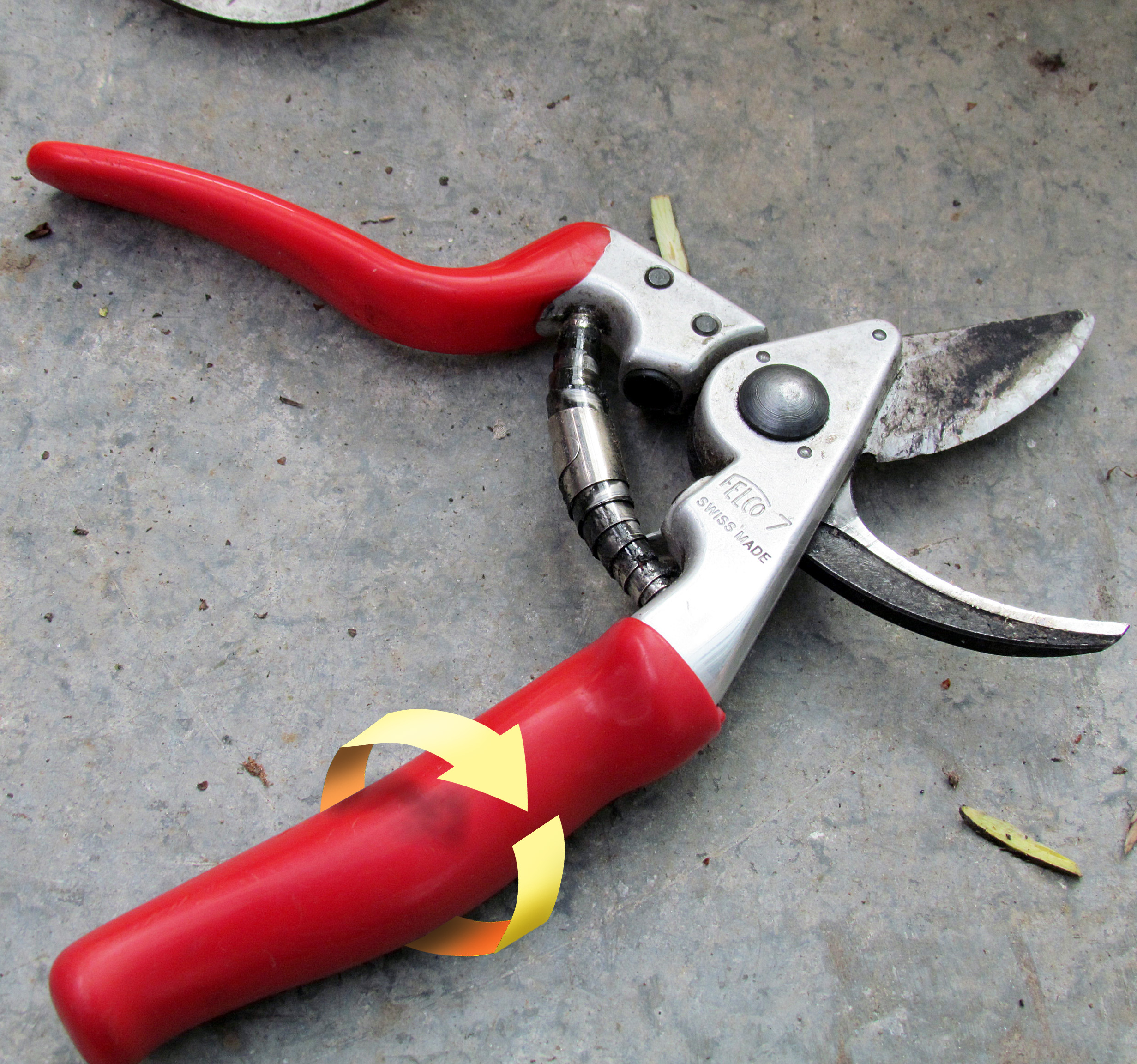
Sécateur à poignée tournante.
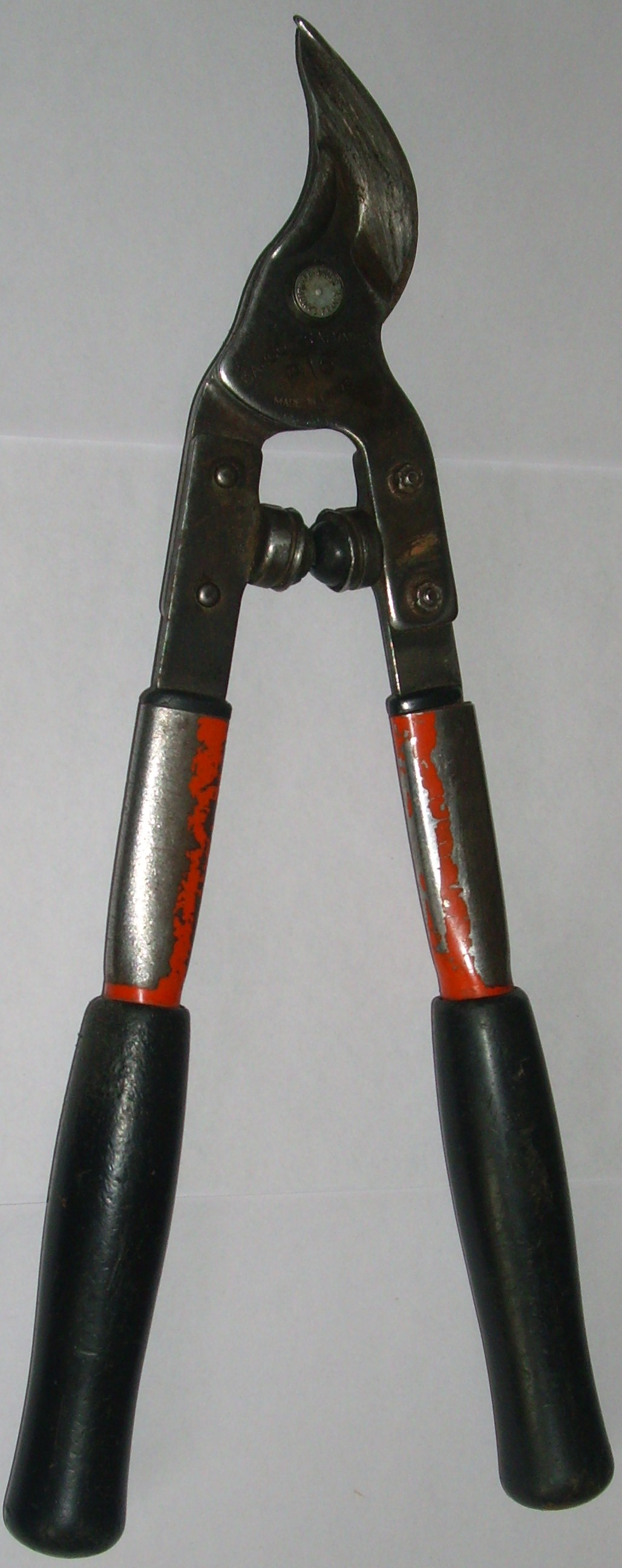
Sécateur à démonter, utilisé à deux mains.
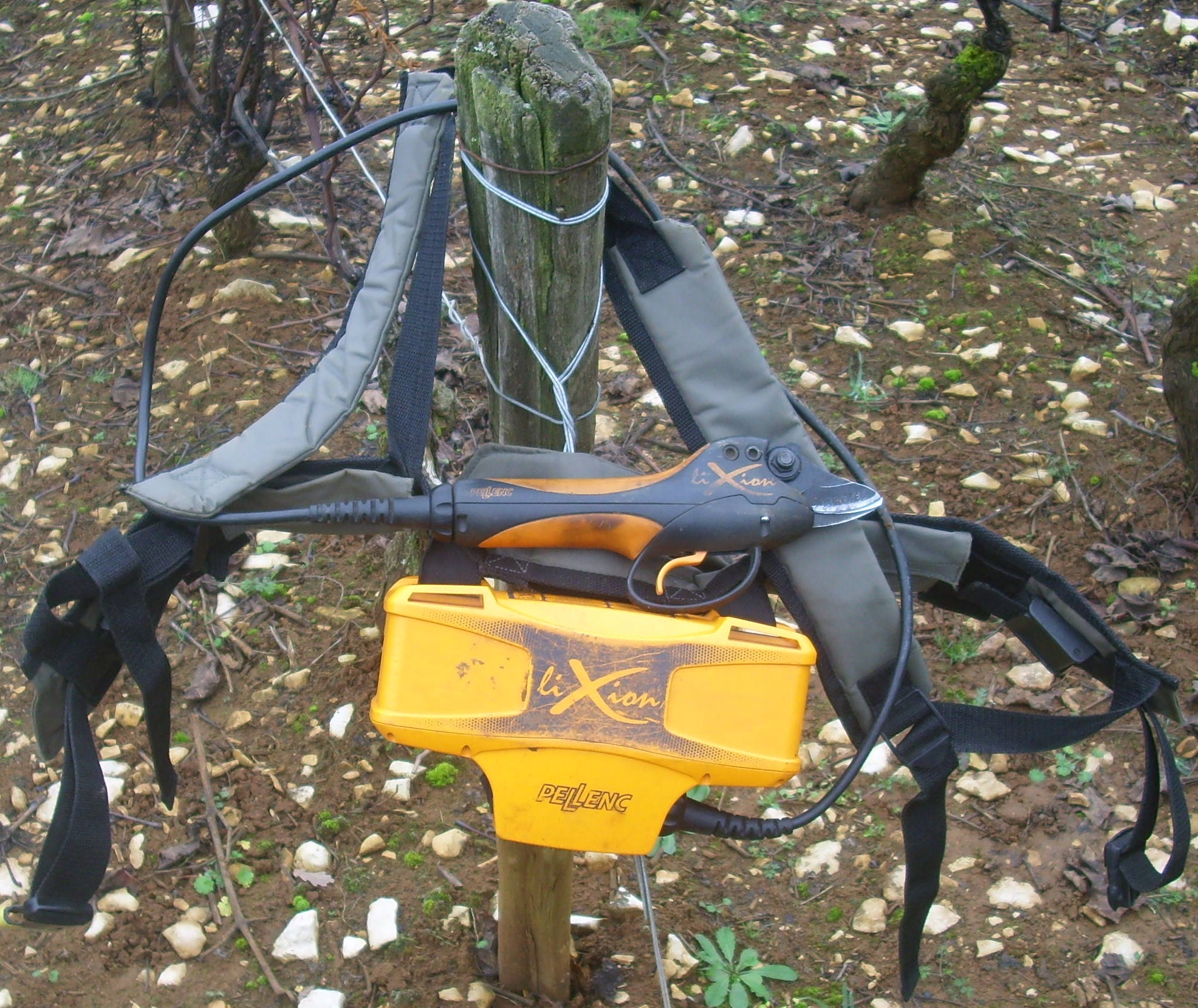
Sécateur électrique.
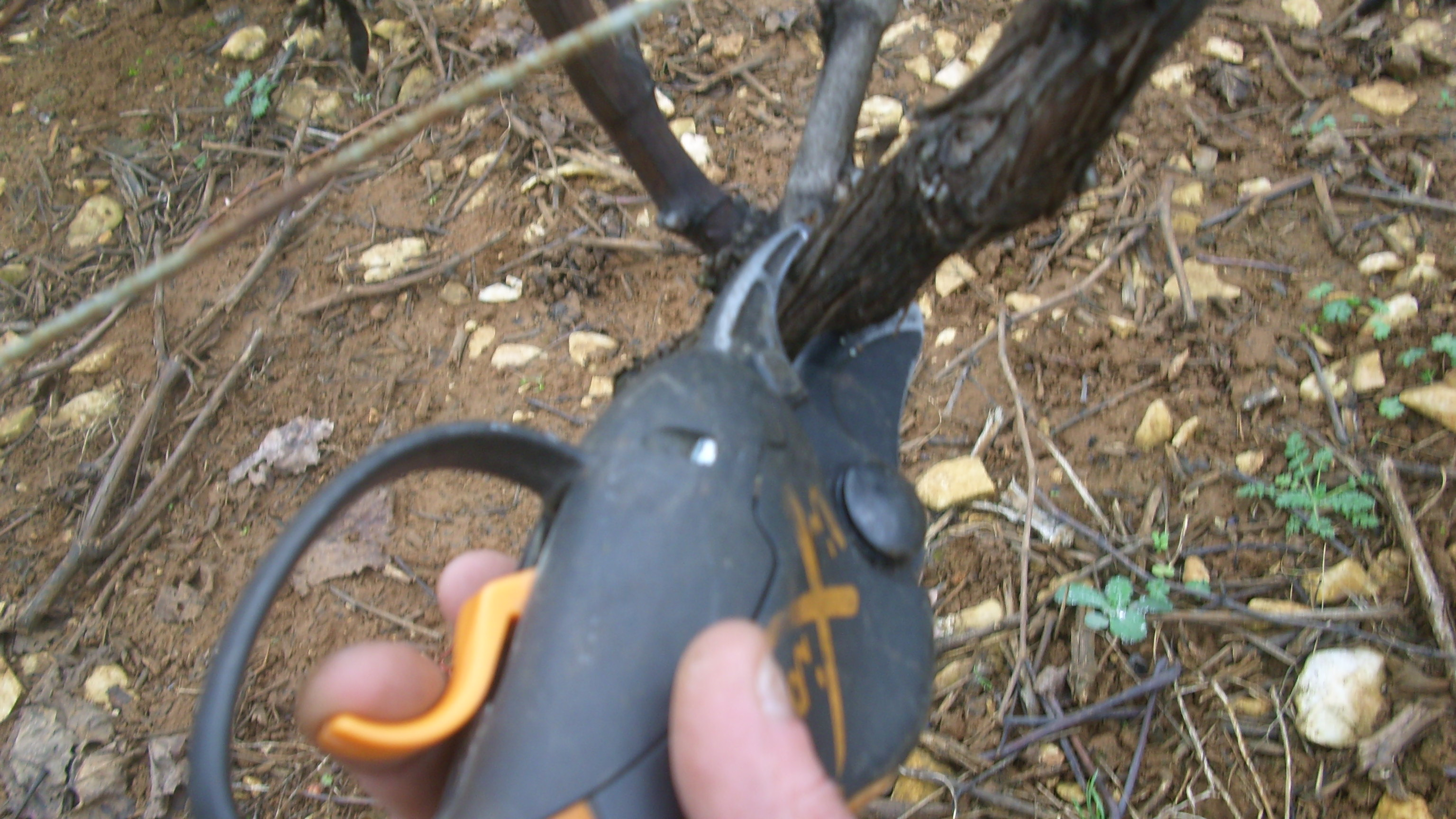
Sécateur électrique.
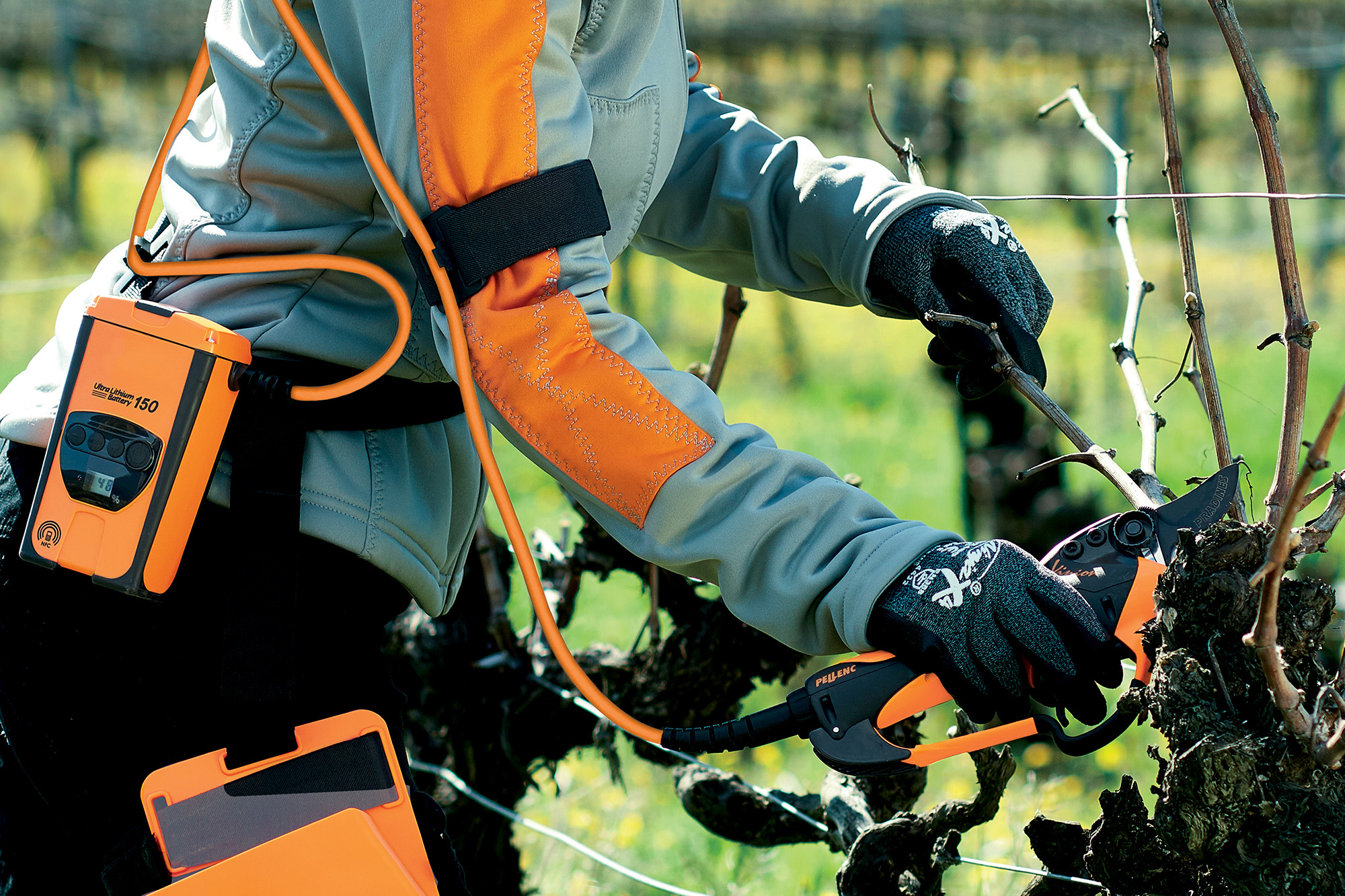
Sécateur électrique.
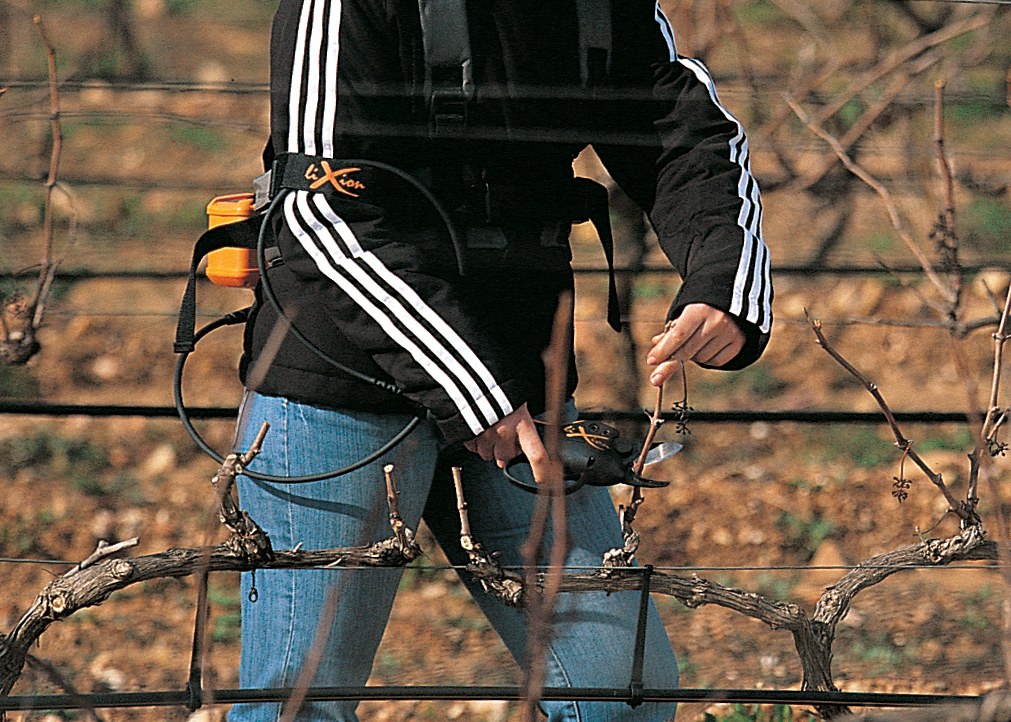
Sécateur électrique et sa batterie.
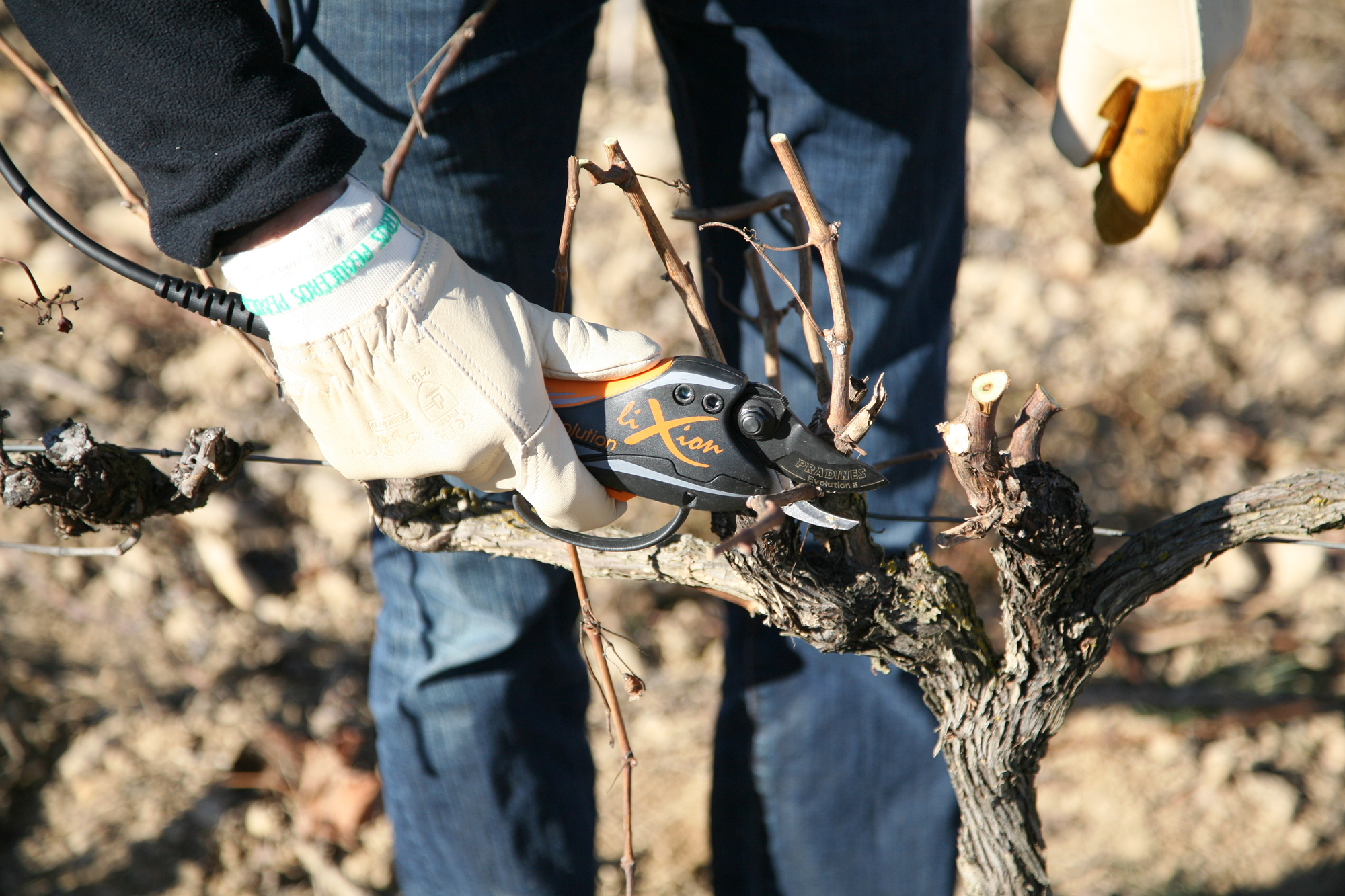
Sécateur électrique et sa batterie.
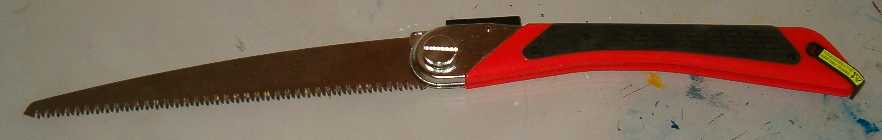
Scie pliante permettant la découpe de la charpente du cep.
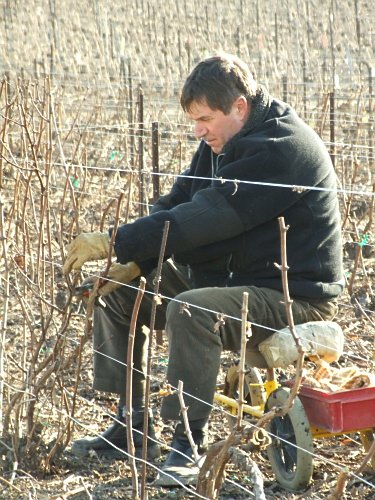
Siège roulant limitant la fatigue de la taille.

## Traitement des sarments
Autrefois, les sarments étaient utilisés comme bois de cuisine (grillades) et parfois pour nourrir des animaux (lapins, mulets et ânes). L'exportation des bois de taille éliminait une partie des sources d'infections des maladies du bois. Les souches mortes étaient récoltées pour se chauffer. Les bois de taille non réutilisés étaient brûlés à la vigne dans des brouettes spéciales.
Avec l'usage croissant d'herbicides, les techniciens ont constaté une perte de matière organique préjudiciable à la vie du sol. En parallèle, l'usage de produits phytosanitaires toxiques a découragé les amateurs de grillades au feu de bois de vigne. Des broyeurs à sarments ont été créés pour accélérer la décomposition de cette matière végétale. Cette pratique ne doit cependant pas concerner le vieux bois. Les bras et souches mortes peuvent en effet servir de source de contamination pour les maladies du bois : eutypiose, black dead arm, esca, etc. Elles doivent être brûlées ou stockées à l'abri de la pluie.
Avec la recherche d'énergies durables, des études tendent à mettre au point des broyeurs à sarments qui récoltent les fragments. Séchés, ils peuvent être utilisés dans des chaudières à bois automatiques.

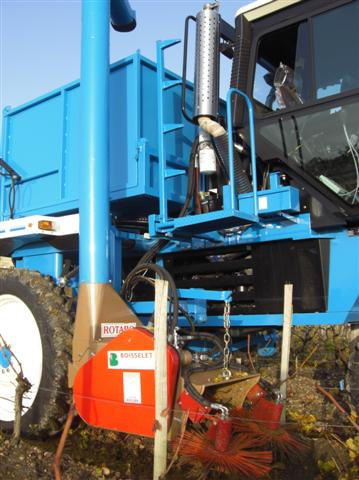
Récupérateur
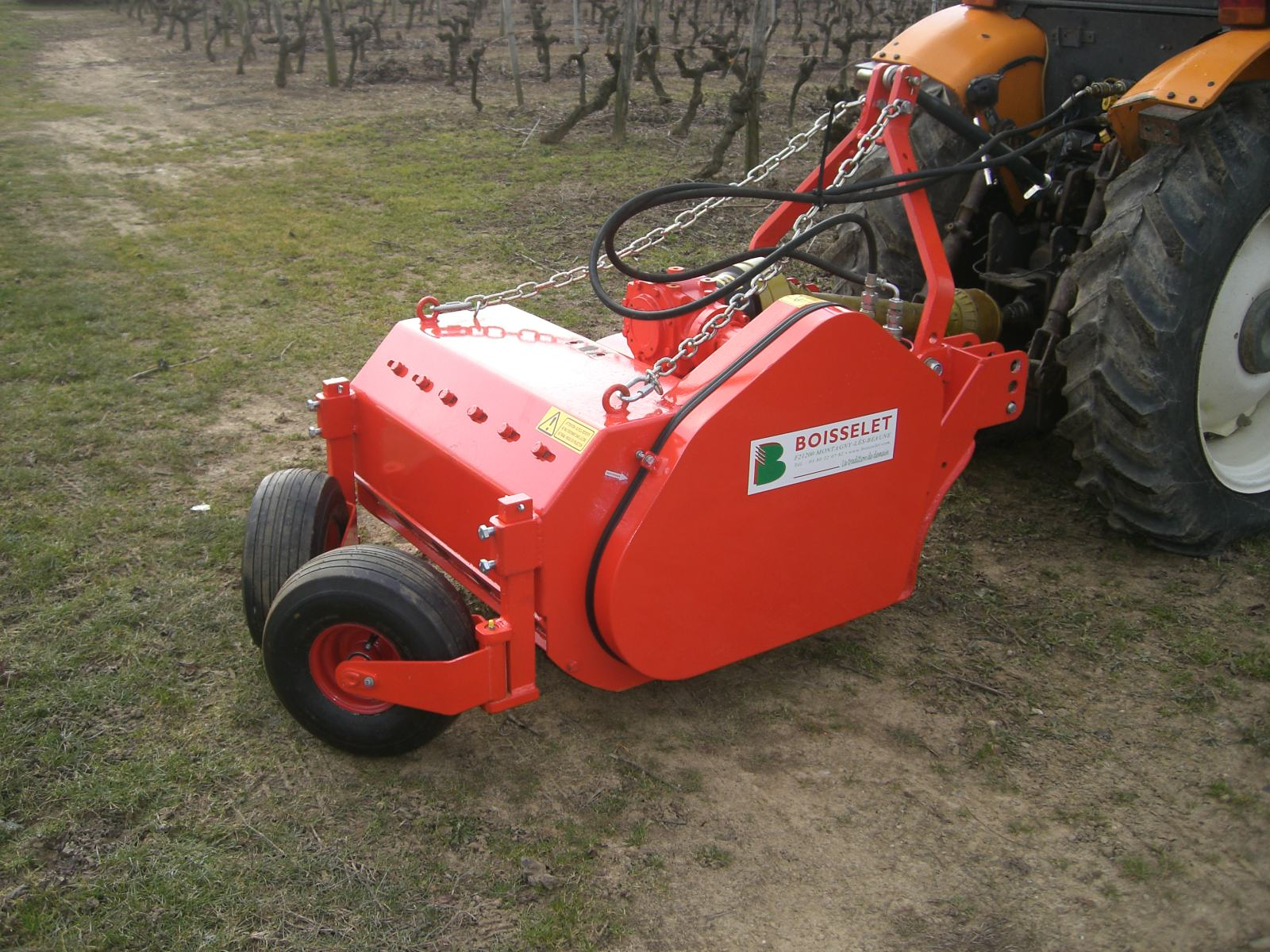
Broyeur pour vigne large
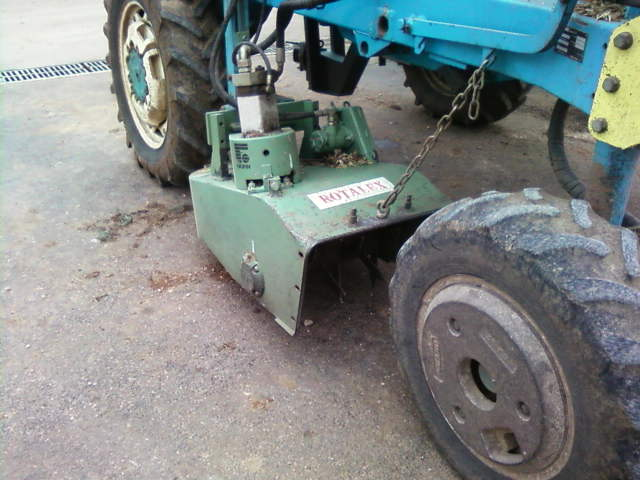
Broyeur en Bourgogne

## Dicton
« Taille tôt, taille tard, rien ne vaut la taille de mars ! »

## Galerie photos

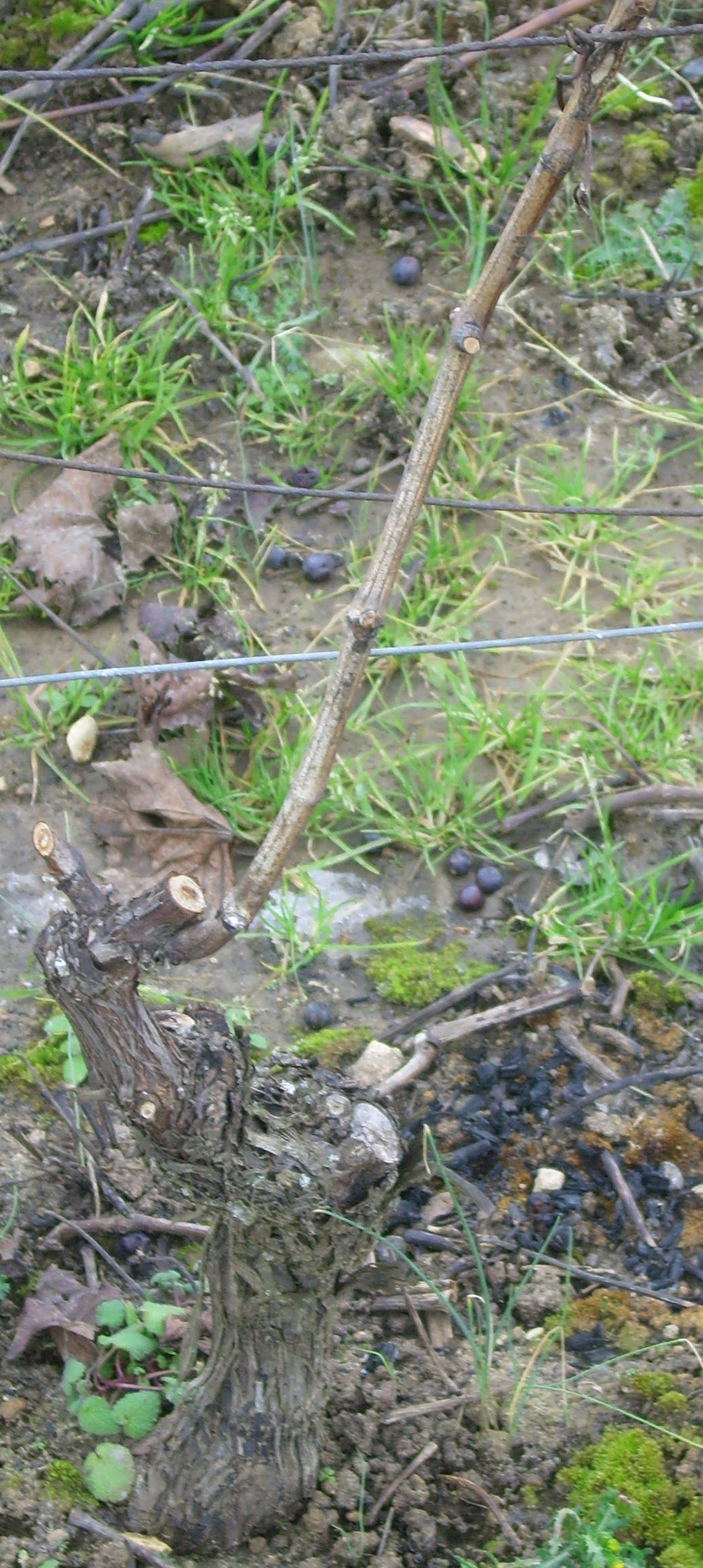
Pied de vigne taillé en Guyot simple.
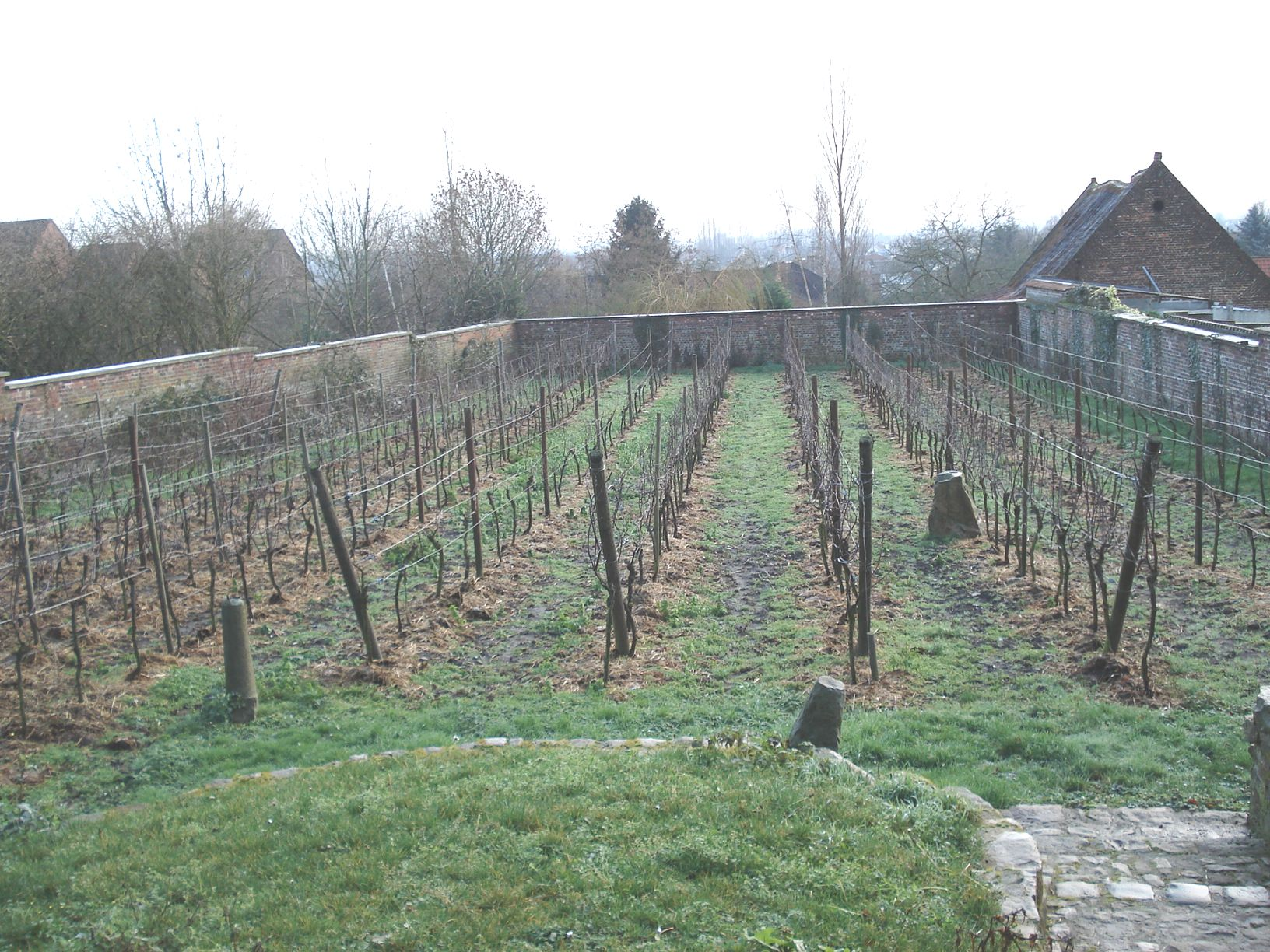
Vue d'une vigne en partie taillée.
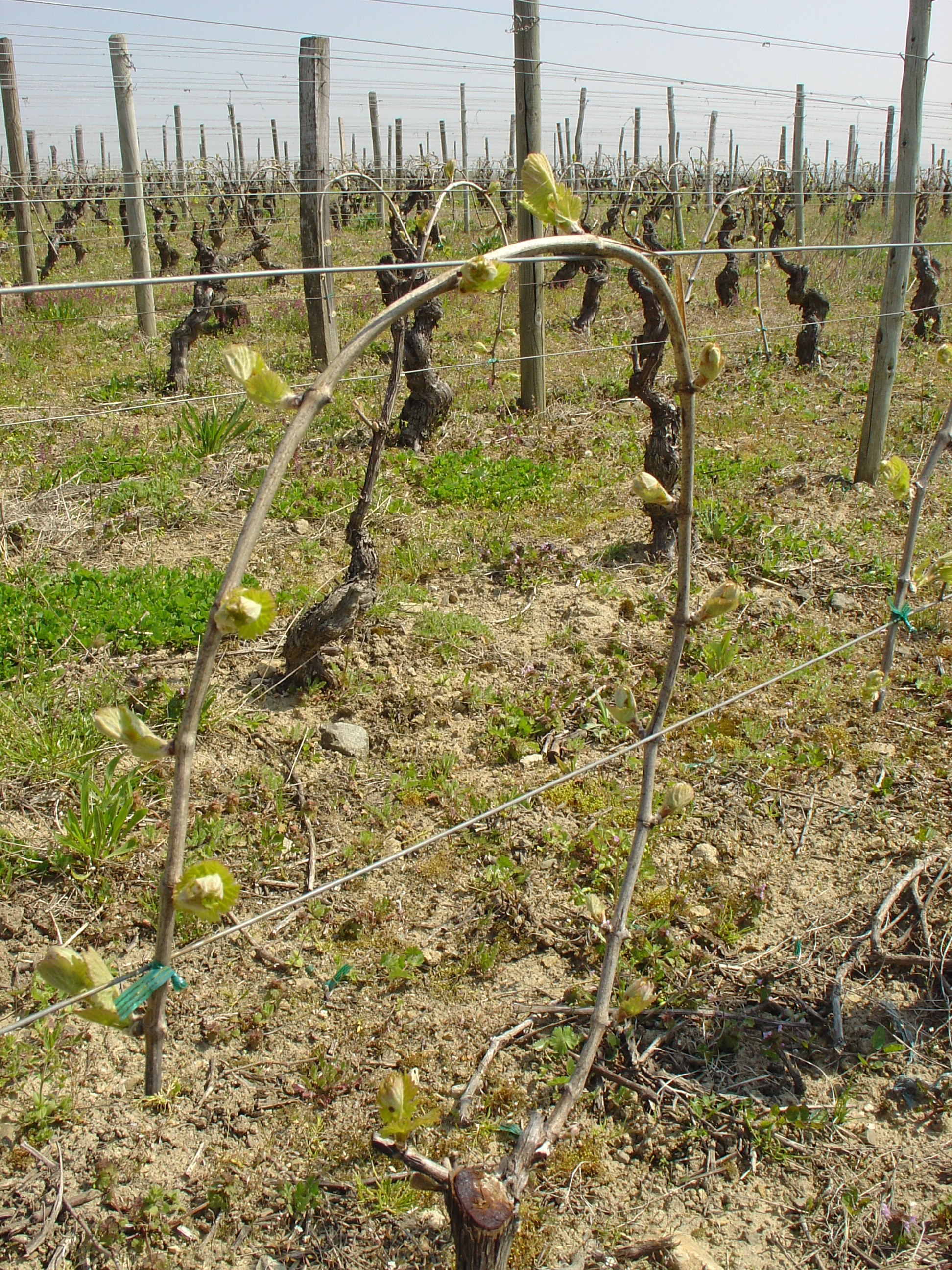
Taille à queue du Mâconnais.

## Opérations complémentaires à la taille
À partir du débourrement au printemps et pendant toute la période de végétation, il est nécessaire d'intervenir pour guider la croissance, limiter le nombre de grappes et améliorer la qualité du raisin en supprimant toutes les parties de la plante qui ne sont pas strictement nécessaires.

### Pincement
Il s'effectue lorsque la vigne a poussé suffisamment pour pouvoir distinguer toutes les futures grappes.
On supprime les coursonnes inutiles, les grappes surnuméraires (on ne laisse qu'une seule grappe par coursonne), les gourmands et les vrilles.
Les parties éliminées sont soit sectionnées avec l'ongle (d'où le nom de "pincement"), soit cassées d'une poussée du doigt car, à cette époque de l'année, les jeunes pousses sont fragiles et cassent comme du verre.
En taille classique, les coursonnes sont coupées à 2 feuilles après la dernière grappe conservée. La vigueur se concentre alors dans la partie conservée, en particulier dans la grappe.
Sur une tonnelle taillée longuement pour obtenir de l'ombre, il faudra ne laisser qu'une grappe toutes les 5 coursonnes (alternativement à gauche et à droite de la branche), en choisissant la grappe la plus proche de la base de la coursonne.
Pour obtenir des coursonnes plus longues et plus vigoureuses, on supprime les bougeons secondaires naissant au départ de chaque feuille qui vont donner de petites coursonnes secondaires. La pousse se concentre alors à l'extrémité du rameau.

### Épamprage
Il s'agit comme ci-dessus de supprimer tout bourgeon ou feuille inutile (gourmands) tout au long de la période de croissance de la vigne.
Par ailleurs, les feuilles les plus proches du sol reçoivent l'eau de pluie qui rebondit sur le sol. Cette eau peut y déposer les germes cryptogamiques (oïdium, mildiou, etc.) contenus dans le sol (feuilles ou sarments de l'année précédente non évacués). De là, ces maladies se transmettront très rapidement à tout le plant.
La suppression des bourgeons et feuilles situés trop bas fait partie des actions préventives contre les maladies.

### Vendange en vert
L'ajustement de la charge réelle n'est pas possible lors de la taille, car on ne peut connaître à ce stade le nombre réel de grappes et leur grosseur. Certains préfèrent laisser une charge plus forte et attendre que les grappes soient formées pour individualiser finement la charge plant par plant en retirant les grappes (ou les parties de grappes) en trop.
Cela ressemble à une vendange effectuée sur des raisin verts, et permet d'améliorer la qualité des grappes conservées et accélérer leur mûrissement, tout en conservant une quantité et donc une récolte suffisante.

### Palissage
On profite des interventions précédentes pour palisser les sarments de vigne sur les supports préparés en fonction du système de taille utilisé.